# Bleu
Cet article concerne la couleur. Pour les autres significations, voir Bleu (homonymie).

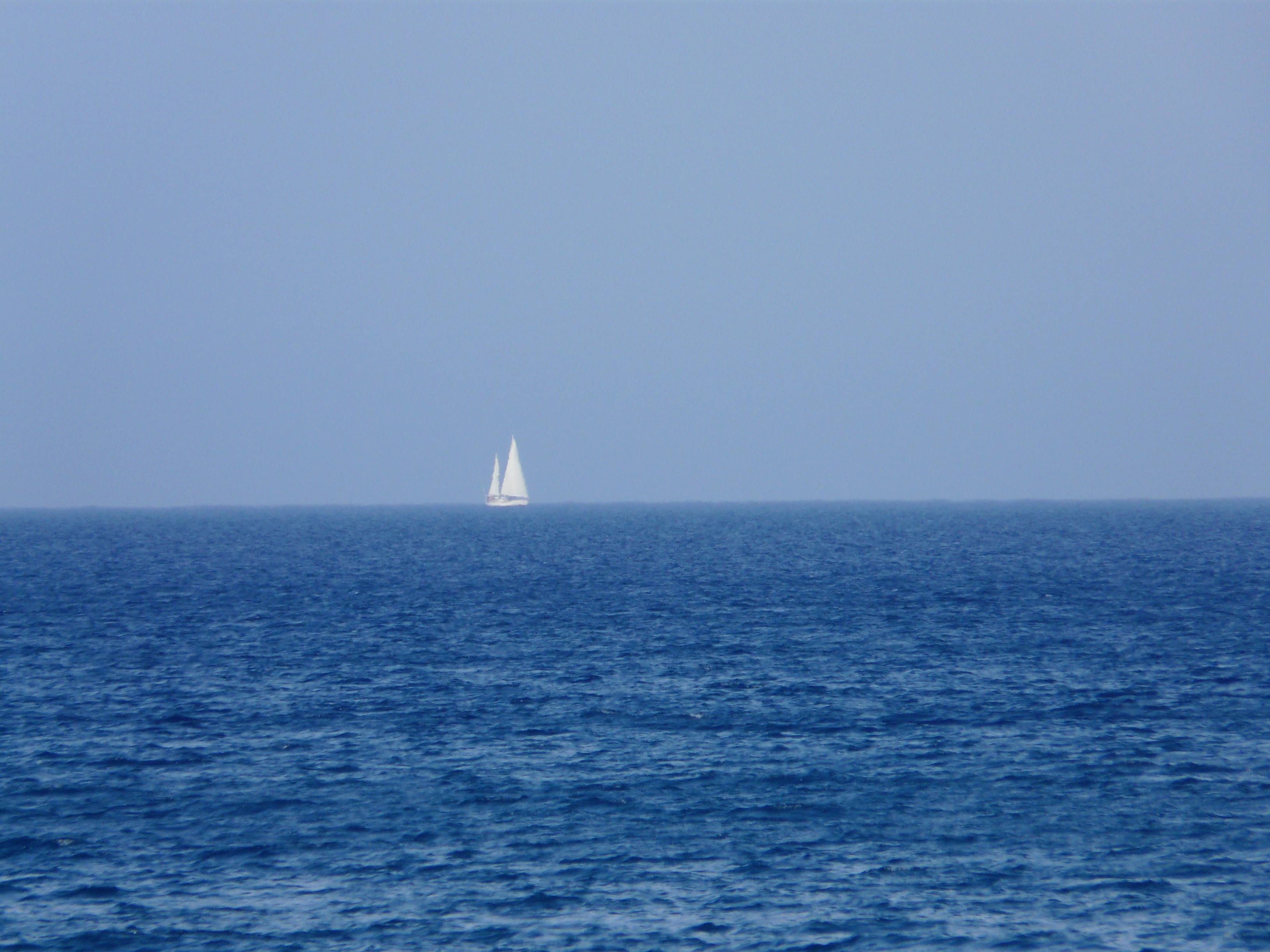
Le ciel et la mer dans diverses nuances de bleu.

Le bleu est un champ chromatique, regroupant les teintes rappelant celles du ciel et de la mer par temps clair.

## Colorimétrie et perception des couleurs

### Champ chromatique bleu
Le champ chromatique « bleu » comprend de nombreuses nuances soit saturées, comme le bleu outremer, soit pâles comme le bleu ciel ou foncées comme le bleu nuit. Il s'étend des bleu-verts ou turquoise aux bleus violacés.
Les longueurs d'onde dominantes des lumières bleues s'étendent de 450 à 500 nanomètres environ ; la norme AFNOR X08-010 « Classification méthodique générale des couleurs » (annulée le 30 août 2014) fixait ces limites de 476 à 483 nm, et de 466 à 490 nm en incluant les bleu-violet et les bleu-vert. Au contraire des rouges qui deviennent roses, les couleurs les plus lavées de blanc s'appellent toujours bleu, jusqu'à la limite avec les gris. 
| 466         | 471         | 471         | 476         | 476  | 479  | 479  | 483  | 483       | 486       | 486       | 490       |
| bleu-violet | bleu-violet | bleu-violet | bleu-violet | bleu | bleu | bleu | bleu | bleu-vert | bleu-vert | bleu-vert | bleu-vert |

La lumière monochromatique centrale du champ des bleus a une longueur d'onde de 479 nm environ. La longueur d'onde dominante de la couleur complémentaire de ce bleu central dépend de l'illuminant (blanc de référence) choisi ; elle se situe dans les jaunes, entre 573 et 579 nm.

### Position dans les systèmes de couleurs

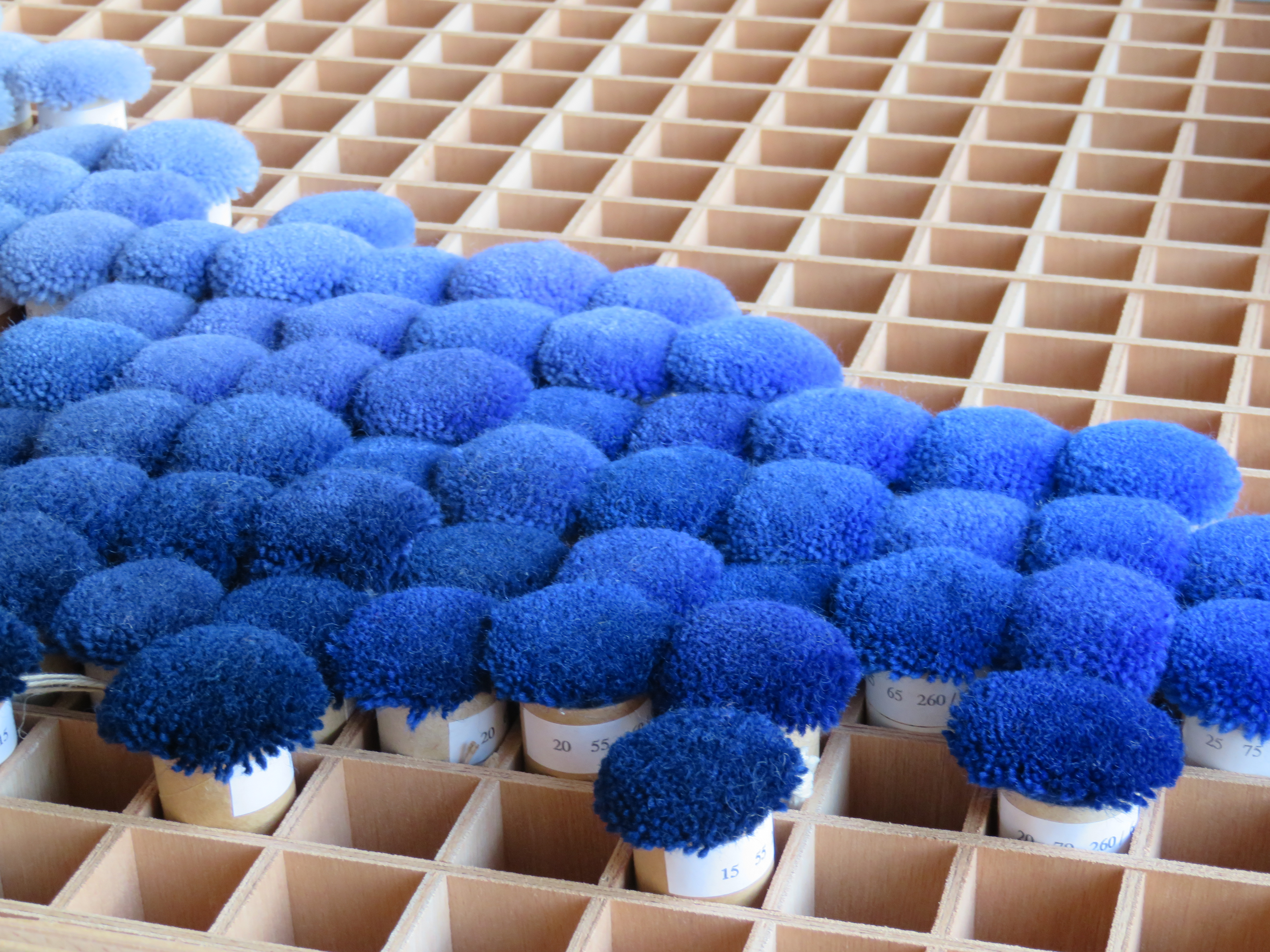
Nuancier des bleus teints et utilisés pour la manufacture de tapis de la Savonnerie à Paris, 2018

Dans l'augmentation progressive du nombre de termes de couleur que notent Berlin et Kay dans les langues du monde, le bleu n'apparaît qu'en sixième, alors que les langues ont déjà séparé le noir, le blanc, le rouge, le vert et le jaune. Dans les langues européennes, cette distinction est apparue au Moyen Âge. Auparavant, les bleus se décrivent soit comme des nuances de blanc, soit comme des variétés de noirs ou de verts. La langue n'avait pas de nom de couleur qui couvre à la fois le bleu clair du ciel et le bleu sombre de minéraux comme le lapis-lazuli. Aristote place ces couleurs en deux endroits différents de son classement des couleurs, du noir au blanc.
Dans le schéma de la perception des couleurs de Hering, une bonne approximation du système visuel au-delà de la sensibilité des cônes dans la rétine, le bleu est une des quatre teintes élémentaires, l'opposition bleu-jaune venant, avec l'opposition rouge-vert, créer l'impression de couleur.
Dans les procédés de synthèse des couleurs, une des couleurs primaires est le plus souvent un bleu. En synthèse additive, on le choisit par un compromis entre la teinte, la saturation du bleu et la luminosité, selon les possibilités techniques d'en obtenir, soit par des luminophores, soit par un filtre optique à partir d'une lumière moins saturée. Ce bleu tire en général sur le violet . Dans la synthèse soustractive, le bleu primaire tire sur le vert — le bleu primaire s'appelle cyan dans la norme d'impression en quadrichromie, afin qu'un vert suffisamment saturé puisse s'obtenir par mélange avec du jaune.
Dans les arts visuels, les  bleus se situent sur le cercle chromatique entre les verts et les rouges, à l'opposé des jaunes.
Le bleu primaire des écrans de télévision et d'ordinateur est un bleu-violet à la limite du violet, selon la classification des couleurs AFNOR X08-010. Sa longueur d'onde dominante est, avec l'illuminant D65, de 464,5 nm, avec une pureté d'excitation de 93% pour les écrans conformes sRGB ou Adobe RGB.

### Discrimination des nuances de bleu
Pour les lumières monochromatiques, la discrimination du bleu 480 nm est de l'ordre de 1 nm sur la longueur d'onde, au minimum et au même niveau que pour les orangés ; elle croît rapidement, jusqu'à cinq fois cette valeur quand la longueur d'onde décroît (bleu-violet). Il semble que les cônes S de la rétine, sensibles au bleu, aient un seuil de discrimination à peu près cinq fois moindre que celle des deux autres types, M et L, sensibles au vert et au rouge ; mais cela ne veut pas dire que le nombre total des bleus soit moindre. La perception colorée implique toujours, à la fois, les trois types de cône et la partie nerveuse de l'appareil visuel. Comme le champ chromatique des bleus n'est pas entamé par d'autres classes de couleur, comme celui des rouges l'est par celui des roses, il se pourrait qu'on y distingue autant ou même plus de nuances.

### Azurage
Le mot blanc suscite de nombreuses associations mentales. Du point de vue de la colorimétrie, il désigne une forte luminosité, dépourvue de sensation colorée. Mais on sait, avec certitude, qu'une surface légèrement bleutée est jugée plus blanche qu'une surface idéalement neutre, même plus claire.
Les lessives contiennent des grains bleus afin de donner plus de blancheur au linge (de plus, une légère coloration bleue compense le jaunissement des tissus blancs). Les cachets effervescents destinés à nettoyer les appareils dentaires sont aussi colorés en bleu, pour les mêmes raisons.
La pratique de l'azurage, pour obtenir une sensation de blancheur supérieure, en s'éloignant du blanc défini par l'analyse trichrome par l'ajout de bleu, témoigne d'une limite de cette description des couleurs.

### Une couleur froide et fuyante
Dans les arts graphiques, le bleu est la couleur la plus froide. Refroidir une couleur, c'est lui mélanger une autre de telle sorte qu'elle se rapproche du bleu sur le cercle chromatique. Dans les images thermographiques en fausse couleur, le bleu dénote invariablement le froid ; comme sur la robinetterie domestique, la pastille bleue indique l'eau froide.
Les couleurs froides - et particulièrement le bleu - sont des couleurs fuyantes. L'enseignement classique de la peinture professe que la perspective atmosphérique consiste à bleuir les lointains et que les ombres, dans les creux, sont plus bleues et plus sombres que le ton local. Les sujets d'une expérience de psychologie expérimentale interprètent un disque bleu placé sur un fond moins froid comme un trou dans le fond ; alors qu'ils interprètent une forme identique, mais rouge, comme une pastille posée sur le fond.

## Colorants
Des phénomènes de diffusion donnent une couleur bleue au ciel par temps clair. Cette lumière est diffuse et polarisée, et se combine à des diffractions, diffusions et réflexions pour donner le bleu de la mer. Cependant, la couleur bleu marine n'a qu'un rapport indirect avec celle de la mer par beau temps : c'est celle des uniformes de la marine.
Les ailes de certains papillons, des parties des plumes du paon ou du geai bleu ont une couleur structurelle bleue sans l'intervention d'aucun pigment.

### Verres et émaux
La fabrication de verres et émaux bleus à partir de sels de fer, de sels de cuivre et de sels de cobalt remonte à l'Antiquité. Les pièces se sont conservées à travers les siècles. Des livres indiquent des procédés de fabrication. De nombreux minéraux contenant du cuivre donnent un bleu-vert, l'azurite et la lazulite, qui permettent d'obtenir des bleus plus profonds et le lapis-lazuli, une nuance, par comparaison, violacée. Le verre bleu, au cobalt, est attesté en Égypte ancienne au XVIe siècle av. J.-C.. La fabrication des verres et émaux bleus subit de grandes variations, selon l'approvisionnement en matières premières et les procédés locaux de fabrication. Les verres bleus fabriqués avant l'identification du cobalt comme un métal, étaient connus sous le nom de safre ou de smalt.

### Teintures et pigments
Difficiles à fabriquer et à maîtriser, certains pigments bleus furent longtemps rares ; le bleu outremer était la couleur la plus chère.

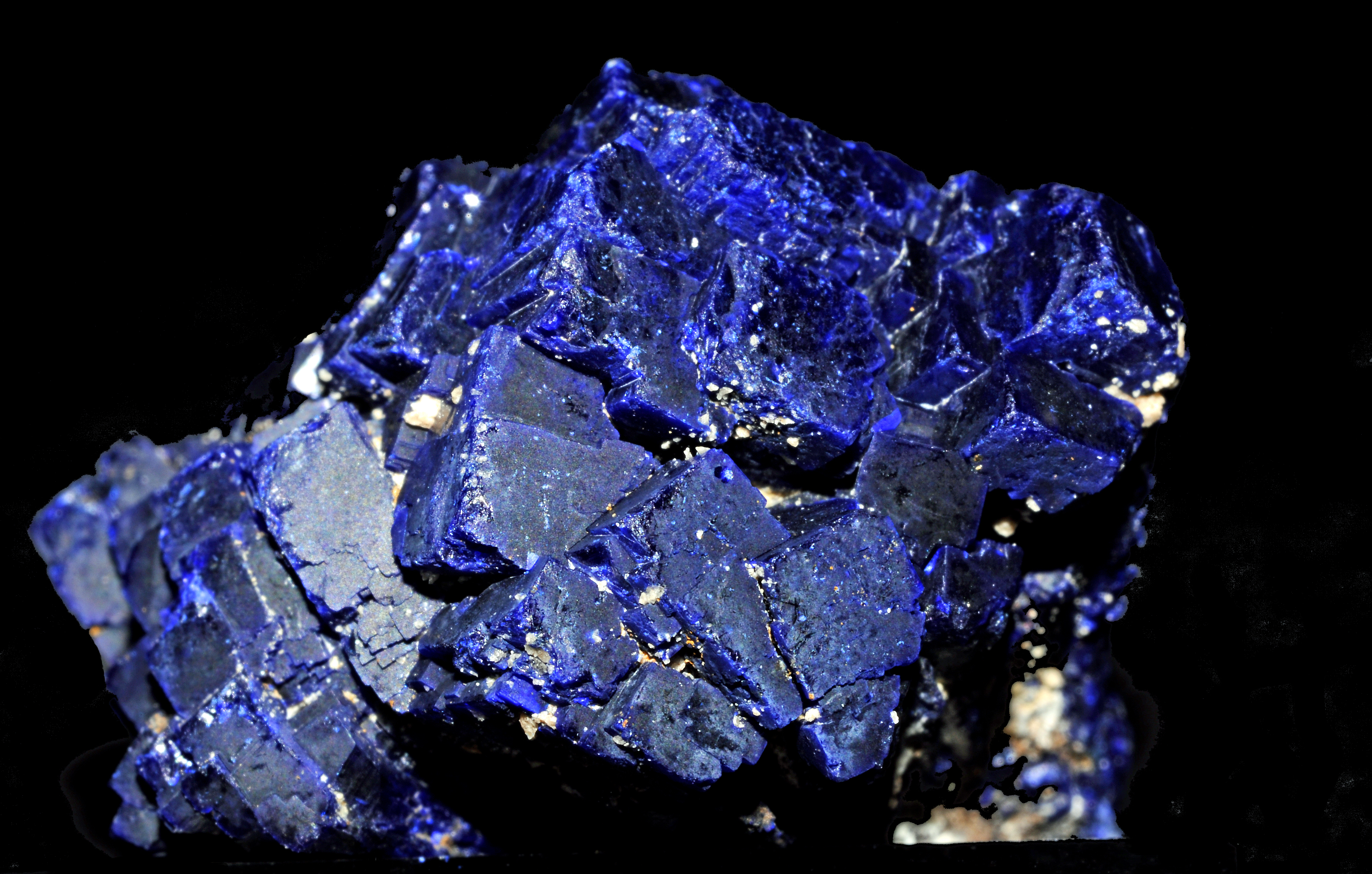
Azurite

- Le premier pigment bleu est obtenu par les Égyptiens à partir de l’azurite, un carbonate de cuivre naturel.
- Au cours de la IIe dynastie, les Égyptiens mettent au point un bleu à partir de verre coloré au cuivre et broyé finement (Delamare 2008, p. 15sq), que les Romains adoptent sous le nom de bleu d’Alexandrie, qui devient plus tard le bleu égyptien, dont la recette se répand rapidement dans le monde antique mais se perd au cours du Moyen Âge.
- Depuis l’Antiquité, l’indigo foncé s'obtenait en broyant des feuilles de guède (Isatis tinctoria). La culture du pastel en Languedoc, à partir du XIIe siècle, fit la richesse de la région : c’est le bleu de guède ou bleu de pastel, concurrencé au XVIe siècle par l’arrivée de plantes tinctoriales en provenance des Amériques (indigo importé par les Portugais) et des Indes colonisées. Il fut surtout utilisé en teinture. Mélangé à l'huile, les pigments indigo obtenus par mordançage à l'alun virent au gris.
- Pendant le Moyen Âge, les meilleurs bleus disponibles pour les peintres sont le bleu d'outremer, extrait avec de grandes difficultés d'une pierre, le lapis-lazuli, importé des hautes montagnes d'Iran et d’Afghanistan, et le bleu d’azurite, moins précieux[15].
- Au XVe siècle (ré)apparaît le smalt, produit à partir de verre coloré au cobalt broyé (Delamare 2008, p. 71sq), prisé des peintres flamands, malgré sa tendance à prendre dans l'huile une teinte sombre.
- Le bleu de Prusse, découvert par hasard en 1704 à Berlin par Heinrich Diesbach et Johann Conrad Dippel, est le premier pigment synthétique moderne, produit par réaction de la potasse sur du sulfate de fer. Dès 1710, Antoine Watteau l'utilise dans son tableau de la Mariée du village.
- Un siècle plus tard Louis-Jacques Thénard produit un autre pigment de synthèse, le bleu de cobalt', employé dès 1806 par Joseph Turner dans son paysage Goring Mill and Church. Ce pigment admiré de Vincent van Gogh reste un des plus chers de ceux mis à la disposition des artistes.
- En 1826, Jean-Baptiste Guimet effectue la synthèse du bleu d'outremer, si onéreux. Le bleu Guimet est chimiquement identique, pour une petite fraction du prix (Delamare 2008, p. 249sq).
- George Rowney met au point le bleu céruléum, à base de cobalt comme celui de Thénard, en 1860.
- René Bohn produit la teinture de bleu d'indanthrène (« indigo d'anthracène ») à la BASF à partir de 1901. Amélioré progressivement, un pigment d'indanthrène est produit en 1928.
- En 1927 l’industrie des colorants produit le bleu phtalo, appelé à ses débuts bleu monastral, produit industriellement en Angleterre à partir de 1938.

- Un laboratoire français cherche à produire des pigments bleus à partir de cultures de bactéries dans un fermenteur[16].
- En 2009, une équipe de l'Université de l'Oregon a découvert fortuitement un pigment synthétique minéral bleu, basé sur un oxyde d'ytrium, d'indium et de manganèse, qu'il a appelé le bleu YInMn d'après les abréviations de ses composants, dont le prix élevé compromet le possible succès commercial[17]

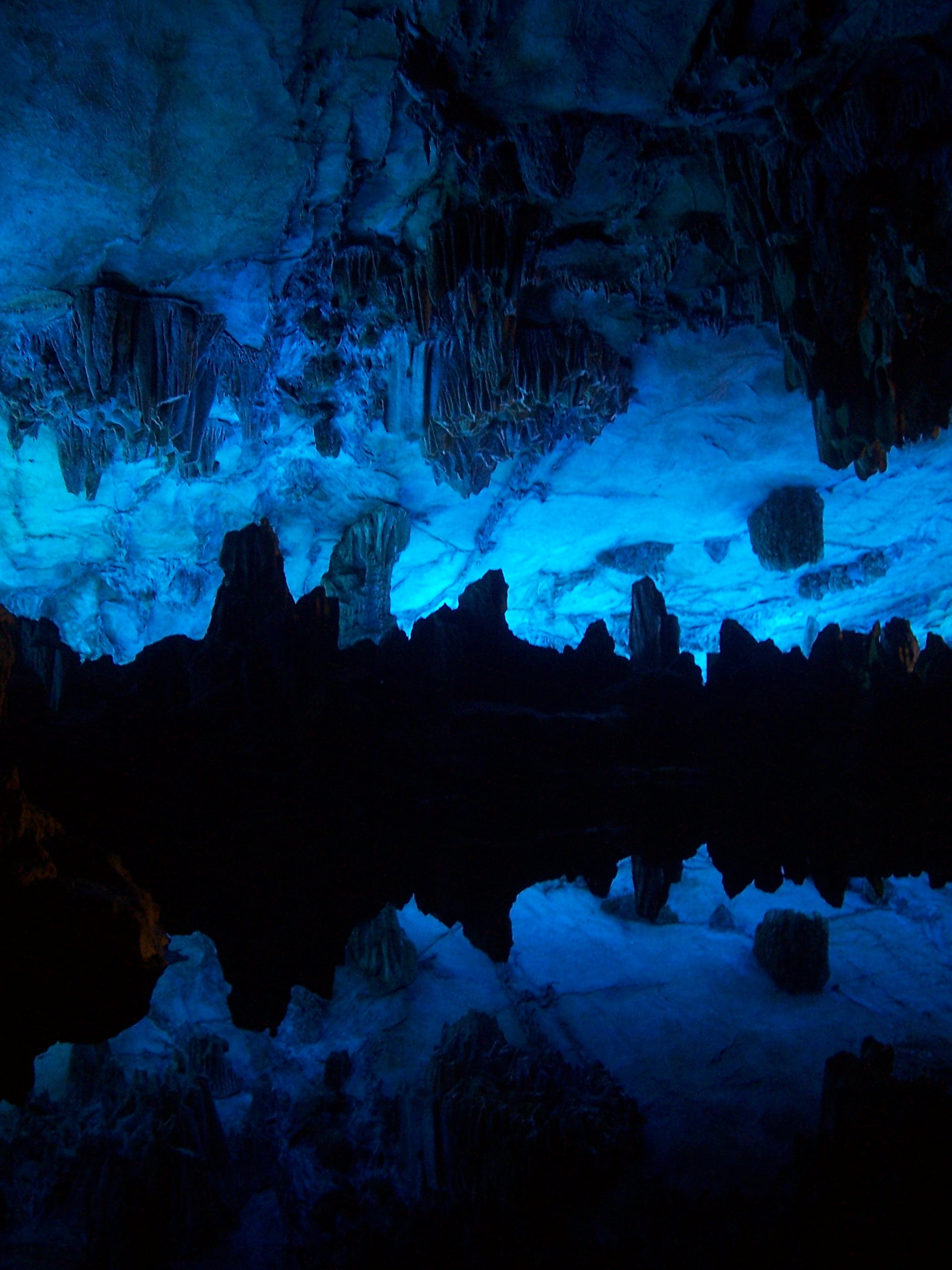
Éclairage bleu de la grotte de la flûte de roseau à Guilin (Chine).

La difficulté à produire du bleu s'est avérée encore récemment pour les diodes électroluminescentes. Les diodes lumineuses rouges et vertes, puis jaunes et orange ont été inventées et produites dans les années 1960 ; on n'est parvenu à produire des diodes bleues qu'après plus de 30 ans, à la fin des années 1990.

### Échelle des bleus
La solidité à la lumière de huit teintures bleues sert de référence pour évaluer celle d'un nouveau colorant, par un processus simple. On expose le colorant à coter à la lumière en même temps qu'une échelle des bleus constituée avec ces huit bleus. La cote est le numéro de la plage qui perd sa couleur comme l'échantillon.

### Colorants alimentaires
| Code  | Origine                                              | Nom chimique                                 | D.J.A. (mg/kg m.c) |
| ----- | ---------------------------------------------------- | -------------------------------------------- | ------------------ |
| E 131 | synthèse                                             | bleu patenté V                               | 2,5                |
| E 132 | synthèse                                             | indigotine, carmin d'indigo                  | 5,0                |
| E 133 | synthèse                                             | bleu brillant FCP C37H34N2Na2O9S3            | ...                |
| E 163 | Pigments naturels de fleurs, de feuilles, de fruits. | anthocyanes nuances de rouge, bleu et violet | -                  |

## Symbolique
Les associations symboliques du bleu ont largement évolué en Europe au cours de l'histoire. Elles sont différentes, selon qu'il s'agisse d'un bleu pâle, couleur de ciel, ou d'un bleu soutenu, couleur sombre.
Au début du XXe siècle, l'artiste peintre Vassily Kandinsky affirmait que « le bleu développe très profondément l'élément du calme. Glissant vers le noir, il prend la consonance d'une tristesse inhumaine (…) À mesure qu'il s'éclaircit, ce qui lui convient moins, le bleu prend un aspect plus indifférent (…) jusqu'à devenir un calme muet ».

### Antiquité
L'Antiquité privilégie le noir, le blanc et le rouge pour leur symbolique. Les civilisations antiques autour de la Méditerranée considèrent le bleu foncé de la mer et celui, lumineux, du ciel comme des couleurs absolument différentes, qu'Aristote placera, sur son échelle des couleurs, l'une près du noir, l'autre près du blanc. Dans l'Égypte ancienne, le bleu foncé de la mer symbolisait la femme tandis que le bleu ciel (du ciel) était associé au principe mâle.
Les anciens Grecs après Homère appelaient κυανοῦς / kuanoūs une nuance de bleu sombre, à comparer avec le sanskrit shyam, Il convient de noter que kuanous a subi, au cours des siècles, un élargissement sémantique, car, dans les textes plus anciens comme dans l'Iliade, le terme était employé pour désigner des cils(Il. 1, 528) ou des nuages(Il. 5, 345; 20, 418) mais jamais des objets pouvant avec certitude être identifiés comme bleus.
À partir de cette racine, le jargon scientifique de la chimie a produit le préfixe cyan— pour désigner les produits ayant une affinité pour le bleu (comme le ferrocyanure ferrique dit bleu de Prusse). Le nom cyan a été choisi pour désigner la couleur fondamentale de la synthèse soustractive des couleurs utilisée en photographie argentique et pour l'impression en quadrichromie, complémentaire du rouge.
L'homme politique britannique et helléniste William Gladstone releva dans L’Iliade et L’Odyssée chaque passage où Homère décrit un objet par sa couleur. Il découvrit ainsi, avec étonnement, que si de nombreuses allusions au noir et au blanc existaient dans les deux ouvrages, quelques-unes au rouge, au jaune et au vert, la couleur bleue y était en revanche absente. En effet, de manière aussi surprenante, l'adjectif employé pour désigner le bleu de la mer chez Homère est οἶνοψ / oînops, « de la couleur du vin ». Ce n'est que chez des auteurs plus tardifs à l'instar de Lucien de Samosate que sera utilisé kuanoūs pour parler de : « l'eau salée et bleue » (ἁλμυρῷ καὶ κυανέῳ ὕδατι / halmurṓi kaì kuaneṓi húdati). Gladstone en déduisit dès lors que les anciens Grecs étaient moins sensibles que ses contemporains au bleu et au vert. Cette conclusion invraisemblable, même à son époque, amuse les linguistes qui ont constaté qu'aucun texte antique[réf. souhaitée], y compris les textes bibliques, ne connaît la catégorie « bleu ». La question de l'importance des catégories du langage pour la perception a donné l'hypothèse de Sapir-Whorf. Le lexique grec met le bleu foncé, le gris et le vert dans une seule catégorie ; en latin classique, le lexique des bleus est instable, imprécis. On observe la même évolution dans la plupart des langues ; la catégorie bleu n'apparaît qu'après qu'on a distingué, d'abord le noir du blanc, puis le rouge, le jaune et le vert. Si la mer n'est jamais décrite bleue (κυανοῦς / kuanoūs) par aucun des Grecs de l'époque archaïque, c'est aussi parce que ces auteurs ont utilisé les noms de couleur qui s'associaient, pour eux, aux qualités — dangereuse, puissante, etc. — qu'ils voulaient communiquer.
Cependant, les grecs anciens connaissaient les pigments bleus : le bleu égyptien, l'indigo, que mentionne Pline l'Ancien, bien qu'ils ne le reconnaissent pas en tant que teinte, et qu'il ne soit pas dans leur langue un champ chromatique.

### Apparition de la catégorie «bleu»
Les langues qui ont contribué à la formation du français avaient divers termes recouvrant la notion de « bleu ». Le bleu clair du ciel était, dans ces langues, souvent une couleur différente du bleu sombre de la mer, comme c'est encore le cas en russe où голубой (prononcé en français : [ɡɐlˈubəj], galouboï) désigne le bleu clair ou pâle, синий (prononcé en français : [sʲˈinʲɪj], siniï) le bleu soutenu.
Bleu vient de l'ancien français blef, blev, qui dérive lui-même de blanc ; du vieux-francique blao et à rapprocher de l'allemand blau.
Azur (du latin médiéval azurium, tiré de l'arabe al-lazward, ou du persan lazward) est synonyme de bleu, et le désigne ainsi en héraldique. C'est l'origine du mot qui signifie bleu dans plusieurs langues romanes.
Dans le système de couleurs qui domine jusqu'à la fin du Moyen Âge, il n'y a pas de place pour le bleu ; il est considéré, s'il est soutenu, comme une simple variante du noir — ou bien, s'il est pâle comme le bleu ciel, comme une variété de blanc —. Le bleu acquiert à partir de la fin du XIe siècle une signification autonome.
Au XIVe siècle, le bleu — dit aussi « azur » ou « pers » —, couleur de ciel ou de saphir, associée à l'élément Air est emblème de loyauté, « qui hait tricherie [tandis que] jaune, c'est fausseté, blanc est joie, vert est nouvelleté, vermeil ardeur, noir deuil, mais […] fin azur loyauté signifie ». Deux cents ans plus tard, Rabelais se moque de cette association qu'on trouve dans les ouvrages de symbolique.
L'Église catholique en fait la couleur conventionnelle du voile de la Vierge Marie. La robe est bleue avec éventuellement un manteau rouge chez les orthodoxes, alors que chez les catholiques le manteau est bleu avec une robe ou un corsage rouge. Le prix élevé de l'outremer n'était pas étranger à ce choix pour les « vêtements de la Vierge, pour lesquels le peintre se devait d'utiliser les pigments les plus chers ».
Le bleu soutenu qu'obtiennent les pigments et teintures nouvellement fabriquées se répand sur les vêtements bleu roi des souverains de France qui s'inspirent du bleu marial. Les capétiens Philippe Auguste puis son petit-fils Louis IX (saint Louis) font du bleu la couleur royale au XIIe siècle. Le blason royal porte des fleurs de lys d'or sur champ d'azur. Les seigneurs s'empressent d'imiter les rois. Les gens du peuple et les moines s'habillent en vert et en brun[réf. souhaitée]. Au XIIIe siècle, l'auteur du Sone de Nansay écrit : « Et le bleu réconforte le cœur car des couleurs il est l'empereur ». Le bleu devient le symbole de la sérénité, de la candeur[réf. souhaitée].
Les lois somptuaires interdisent en Italie dans les années 1350-1380 de porter des vêtements bleus ou rouges jugés ostentatoires alors que le pays est touché par la peste noire. La culture de la guède et l'importation de l'indigo vont rendre le bleu plus accessible, et il finit par être la couleur préférée des Européens au XVIIIe siècle.
Depuis le XVe au XVIIe siècle, le bleu a remplacé le vert ou le noir pour représenter conventionnellement la couleur de l'eau (Pastoureau 1989).
Au début du XIXe siècle, la fin des guerres permet l'importation de l'indigo et du coton. La révolution industrielle concentre la production textile. La chimie améliore le mordançage, facilitant la teinture en bleu. Le bleu foncé rivalise avec l'écru et le cachou pour la fabrication de vêtements de travail. La blouse ou le bourgeron du travailleur devient « bleu de travail ».
Le bleu de Prusse est le premier colorant synthétique ; il n'est néanmoins pas très stable. Le bleu de cobalt suit  mais, il est coûteux. En 1826, Guimet produit un bleu outremer synthétique, qui rend la teinture et la peinture bleues beaucoup moins chères. Ces inventions rencontrent un marché dans le goût bourgeois qui recherche des teintes à la fois colorées et discrètes,
Selon Michel Pastoureau, depuis que l'on dispose d'enquêtes d'opinion (c'est-à-dire depuis 1890 environ), le bleu est la couleur préférée de plus de la moitié de la population occidentale, « des hommes comme des femmes, toutes catégories sociales confondues », à 50 %, devant le vert (20 %) et le rouge (10 %).
Dans les pays anglo-saxons, l'expression blue devils signifie « idées noires ». Le blues est un état de mélancolie (spleen) qui a donné le blues, un genre musical. Le baby blues est le nom donné à l'état dépressif de la mère pouvant survenir dans la période post-partum suivant l'accouchement.

### Bleu masculin
En Europe et en Amérique du Nord, au fil du déroulement des époques, le bleu est associé, à partir du XXe siècle, aux garçons,.

### Inde
En Inde, dans l'hindouisme, la divinité Krishna, dont le nom signifie bleu-noir, est présenté sous les traits d'un homme à la peau bleue. « Krichna est l'incarnation de la vérité divine, son corps est azuré; mais abaissé à la condition humaine, il s'est soumis aux tentations du mal et la symbolique indienne lui consacre également le bleu foncé et le noir. ».

## Dans le langage courant
Un bleu est, dans le langage courant, par métonymie, une quantité d'objets bleus :
- une ecchymose : la trace d'un coup apparaît de cette couleur sur la peau blanche ;
- un vêtement de travail, autrefois presque toujours teints en bleu foncé ;
- un novice, un nouveau-venu dans un groupe, souvent avec peu ou pas d'expérience ;
- tracer au bleu, trait tiré au cordeau à tracer avec de la craie bleue ;
- passer au bleu, enduire une pièce à aplanir de bleu de Prusse afin que le marbre ou la règle marque sur les saillies à retirer ;
- bleu : plan reproduit en diazographie ou par cyanotype, procédés ancien de reproduction des documents grand format d'après des originaux sur papier calque, donnant des lignes blanches sur fond bleu, par extension, projet, plan ;
- petit bleu : télégramme à l'époque où ils étaient acheminés par coursier du poste télégraphique au destinataire ;
- les bleus : personnes vêtues de bleus, qu'il s'agisse, selon le contexte, de militaires, de policiers, ou de joueurs d'une équipe de sport, notamment les équipes nationales de sports collectifs de France et d'Italie — squadra azzurra (équipe bleue). Le bleu était originellement la couleur de la maison de Savoie, l'ancienne famille royale d'Italie [43] —.

mais aussi : 
- "Faire Bleu" : expression usitée en Lorraine qui signifie ne pas aller travailler, faire l'école buissonnière.

## Utilisations du bleu

### Signaux bleus
- Une pastille bleue indique le robinet d'eau froide, une rouge celui d'eau chaude.
- Sur les tuyauteries de conduite de fluides, le fond bleu clair signifie l'air[44].
- En électricité, le fil bleu correspond au neutre[45].
- En électronique, la norme CEI 60757 définit le marquage bleu comme correspondant au chiffre 6, au multiplicateur x106, à une précision de 0,25 % et à un coefficient de température de 10 ppm.
- Les secteurs de couleur bleue déterminent des périodes de silence radio du Temps universel coordonné.
- Avec le rouge, le jaune et le vert, le bleu est l'une des quatre couleurs adoptées par la communauté européenne pour les conteneurs et poubelles du tri sélectif. De façon variable selon les territoires, les conteneurs bleus sont généralement destinés à recevoir, soit les magazines, journaux, annuaires et prospectus (pour le recyclage du papier), soit le verre.
- Le Livre bleu (norme CD) (en) définit des améliorations à la définition du disque compact audio.
- En signalisation routière, selon les pays, le bleu peut être utilisé sur les panneaux (en France ceux traduisant une obligation –ronds– ou une indication –carrés–), par opposition au rouge de l'interdiction ou du danger. De même, un signal d'indication routière à fond bleu peut indiquer, selon les pays, une route secondaire, une route principale, ou une autoroute.
- Le bleu est utilisé - par défaut - comme couleur pour les liens hypertextes non utilisés, le violet étant utilisé pour les liens hypertextes déjà utilisés.
- Le système d'exploitation MS-DOS (en sous-couche de Windows) utilisa, un temps, une écriture blanche sur fond d'écran bleu. Les utilisateurs surnommèrent écran bleu de la mort (BSOD : Blue Screen Of Death) l'écran bleu survenant en cas de plantage lors d'une erreur système majeure sous certaines versions du système d'exploitation.
- Plusieurs pays et institutions ont un drapeau à fond bleu, notamment  Antarctique,  Nations unies,  Union européenne,  Royaume-Uni,  Blue Ensign (Pavillon bleu) de la marine britannique,  Australie,  Écosse,  Islande,  États fédérés de Micronésie,  Nauru,  Nouvelle-Zélande,  Québec,  République démocratique du Congo,  Somalie,  Suède, etc. De nombreux autres arborent des parties ou des motifs bleus.

### Utilisations commerciales
- Le « compteur bleu » Électricité de France lancé dans les années 1960. Le « tarif bleu » de l'EDF s'applique aux branchements correspondant aux besoins habituels des particuliers et petites entreprises.
- Les cartouches de gaz de certaines marques sont bleues. La couleur bleue est associée au gaz car celui-ci produit une flamme bleue durant sa combustion.
- La marque allemande Blaupunkt (connue pour ses autoradios) a, pour symbole, un point bleu sérigraphié sur ses appareils. Blaupunkt signifie exactement "point bleu" en allemand.
- Les « petites pilules bleues » est la dénomination populaire des pilules de Viagra, du fait qu'elles sont effectivement de couleur bleue.
- En informatique c'est la couleur de référence d'IBM («Big Blue»).

### Utilisations politiques
- Dans les guerres de Vendée, pendant la Révolution française, le nom de Bleus fut donné aux soldats de l'armée républicaine par les royalistes, de par la couleur de leur uniforme. Entre 1914 et 1941 (lorsqu'elle fut assimilée aux alliés après la déroute de 1940), ce fut la couleur de l'uniforme de l'armée française et donc, indirectement, celle de la majorité à la chambre des députés de 1919.
- En politique française, canadienne, britannique, belge et grecque, elle symbolise les milieux plutôt conservateurs. Aux États-Unis, c'est l'inverse, puisqu'elle symbolise les démocrates (libéraux et classés plutôt de gauche) alors que le rouge symbolise les républicains (conservateurs).
- Au Québec, les Bleus sont les souverainistes opposés aux fédéralistes, les Rouges. Cela est dû à la couleur des partis (Parti québécois et Parti libéral du Québec) ainsi qu'aux couleurs traditionnelles des uniformes français (bleu) et britannique (rouges)[46]. Le bleu est la couleur principale du drapeau du Québec, le fleurdelisé.
- Le bleu céleste est la couleur des peuples turcophones.

### Alimentation et gastronomie
- Le bleu étant particulièrement rare dans les aliments, certaines bonnes pratiques d'hygiène et sécurité recommandent que des objets qui risquent de se retrouver, par inadvertance, dans le processus de fabrication de nourriture soient bleus (poils de pinceau, balais ou balayette, tissus, bouchons, etc., de manière à les repérer plus facilement).
- C'est la couleur du bouchon des bouteilles de lait 2 % demi-écrémé (en opposition au rouge pour le lait entier et au vert pour le lait écrémé) en France. Dans les pays anglo-saxons, le bleu est la couleur du lait entier.
- Une viande dont la cuisson est dite bleue est saignante au cœur - température 45° à 50°.
- Une truite est dite cuite au bleu lorsqu'elle est pochée dans du vinaigre ce qui fait virer sa couleur au bleu. La méthode de la cuisson au bleu exige que la truite vienne d'être tuée juste avant sa cuisson. La fermeté et la saveur de la truite sont ainsi conservées.
- Le bleu désigne les fromages à pâte persillée, comme le Bleu d'Auvergne, par exemple.

### Tissus et vêtements
- Le peuple des Touaregs du Sahara doivent leur surnom d'« hommes bleus » à leur peau bleue due à la teinture de leur chèche qui déteint sur eux.
- Levi Strauss and Co. crée le pantalon de travail Blue Jeans en 1873. Dans les années 1960, le vêtement en denim devient le plus porté en Europe et toujours très populaire dans toutes les classes sociales.

### Architecture
Comme la cité impériale de Jodhpur, en Inde, la ville berbère de Chefchaouen au Maroc se caractérise par la couleur bleue des maisons et des rues. En reflétant la lumière du soleil, le bleu garde l'intérieur des maisons au frais. Le sulfate de cuivre mêlé à la chaux qui produit cette couleur éloigne moustiques et termites. On rapporte que les habitants de cette région désertique cherchaient à attirer l'attention des marchands par le choix d'une teinte peu commune.

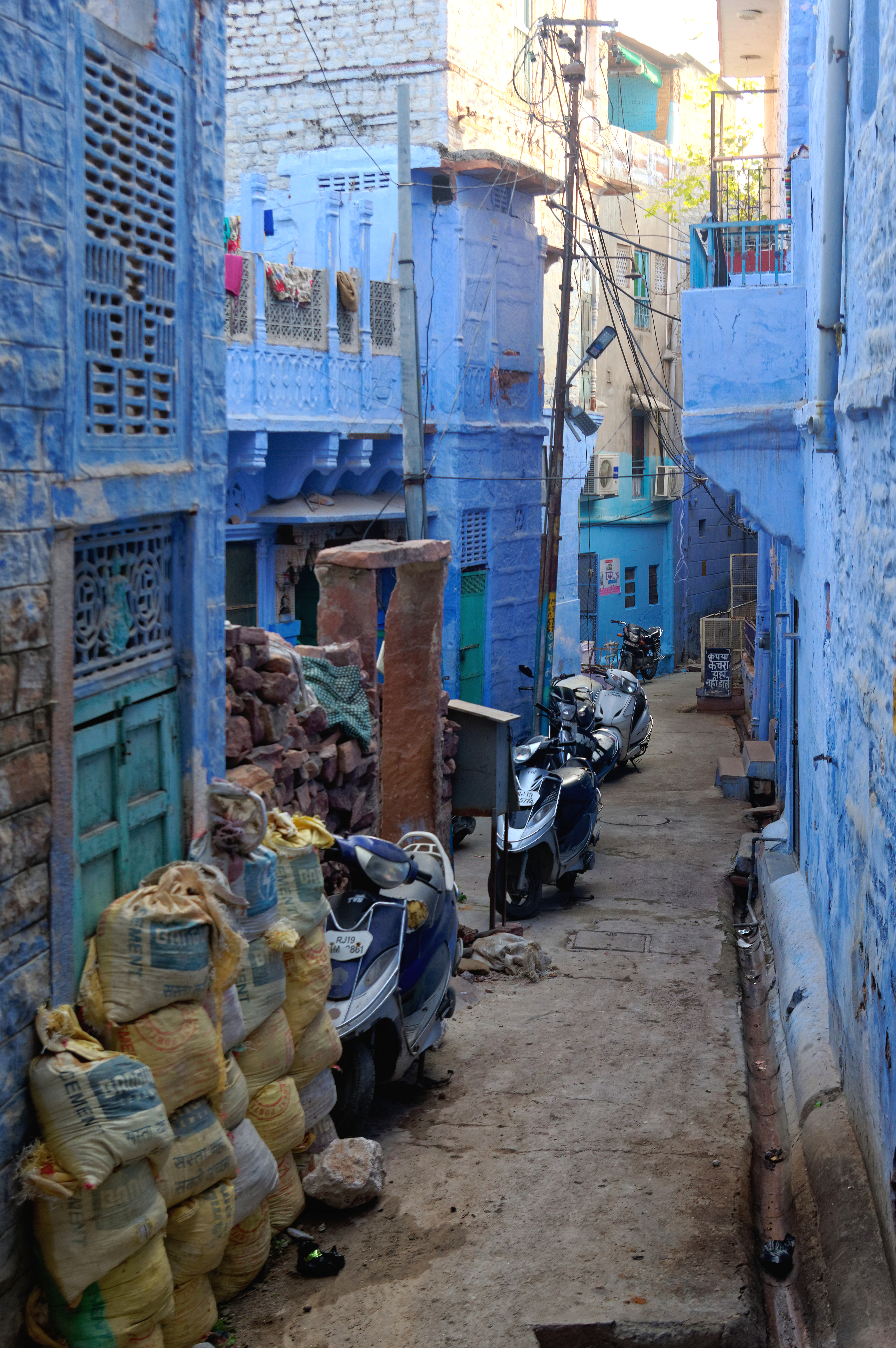
Jodhpur.
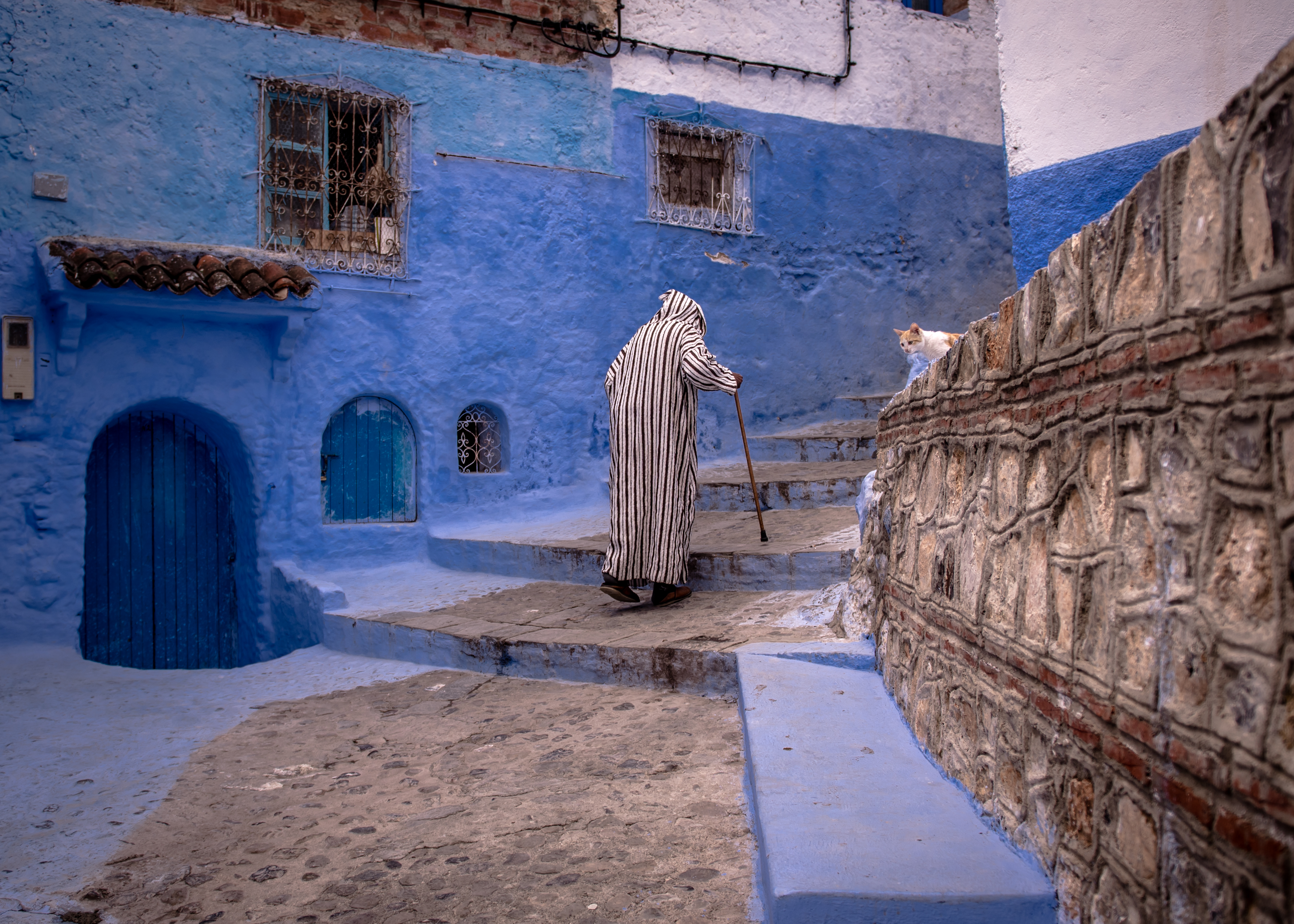
Chefchaouen.
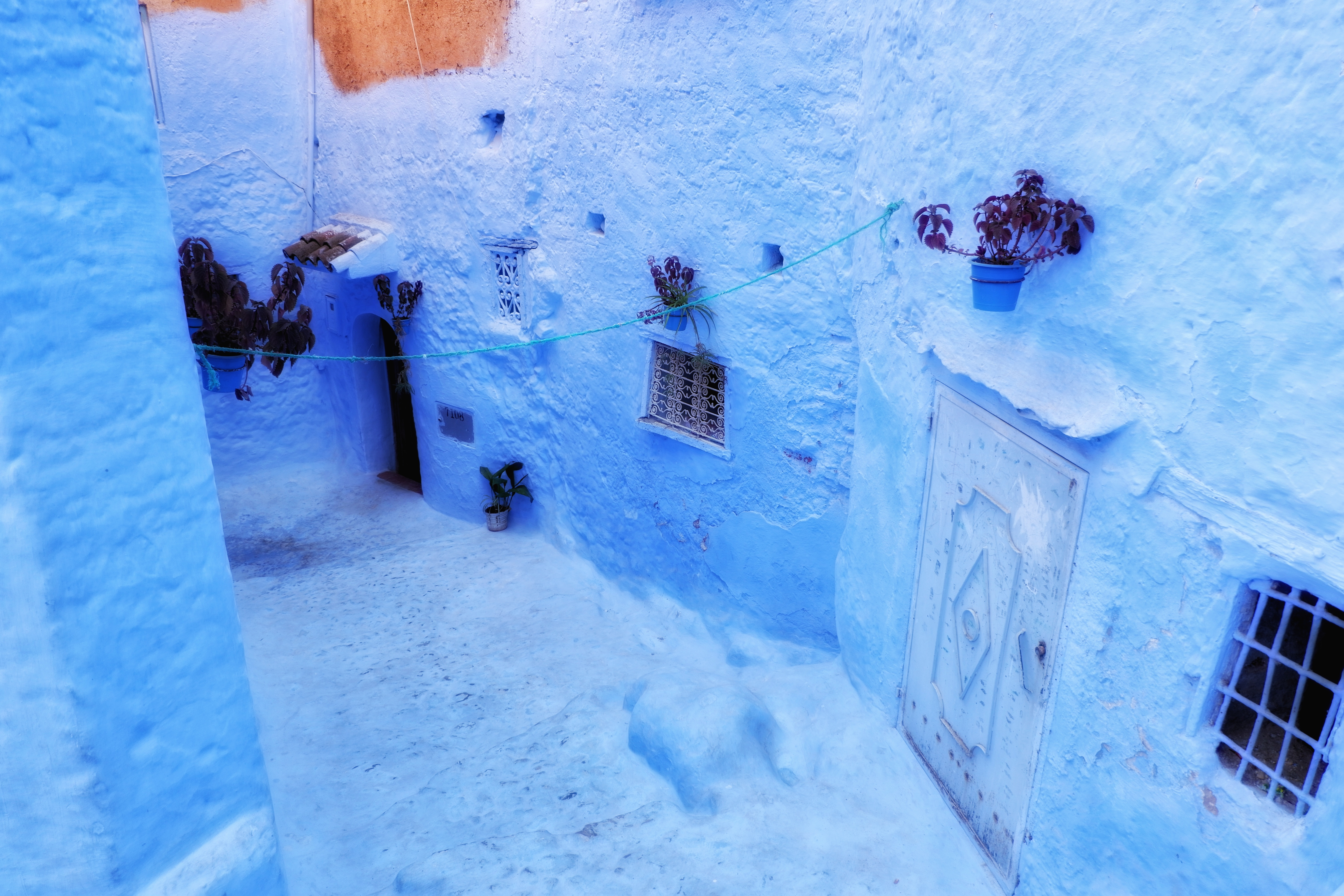
Chefchaouen.
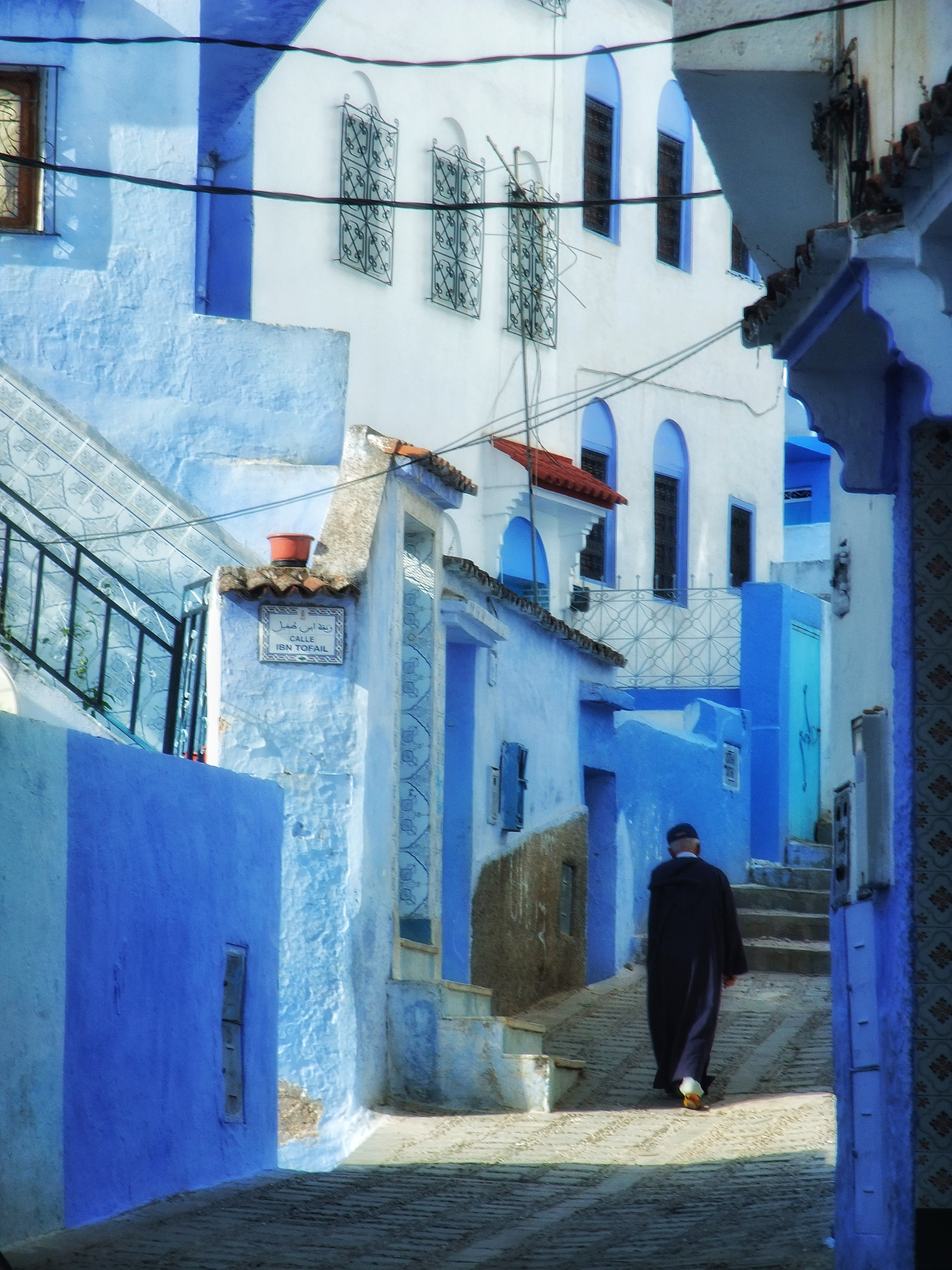
Chefchaouen.
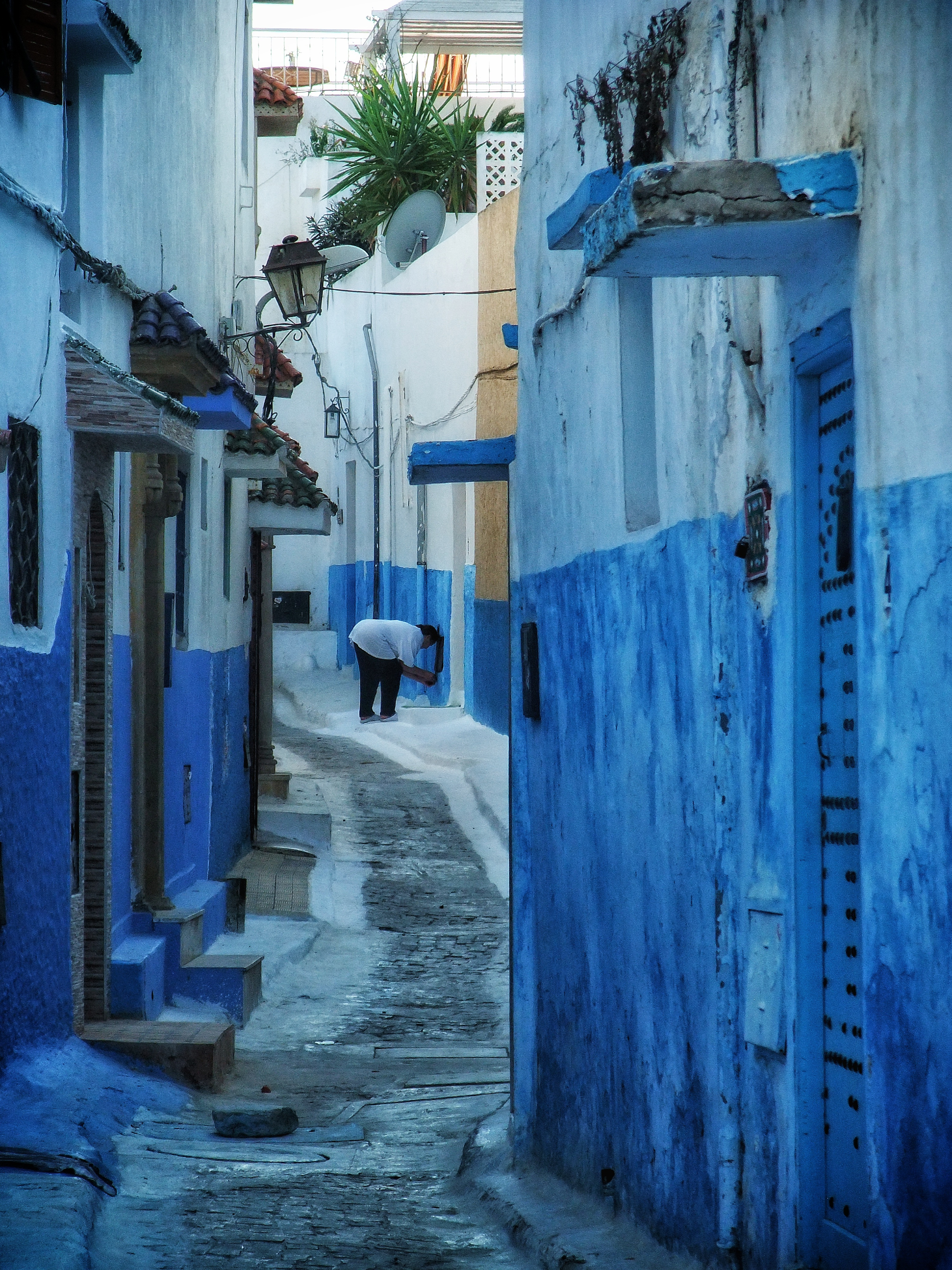
Rabat.

### Usages divers
- Sur les pistes de ski en Europe, le bleu marque les pistes de difficulté ''intermédiaire''.
- Dans les mesures de black-out de défense antiaérienne passive, à défaut de luminaires spéciaux, les lumières étaient réduites en recouvrant les lampes ordinaires de filtres bleus, afin de donner une lueur difficile à détecter du ciel[48].

### Expressions et proverbes
- Ventrebleu, palsambleu, corbleu, maugrebleu, parcorbleu, morbleu, parbleu, sacrebleu, tubleu, vertubleu, nom de bleu : expressions véhémentes pour invoquer le nom de Dieu tout en évitant le blasphème[11].
- Dicton : « les yeux bleus vont aux cieux, les yeux gris vont au paradis, les yeux verts vont en enfer, les yeux noirs vont au purgatoire. »[49]
- peur bleue : grande peur
- Le grand bleu désigne l'océan, la grande bleue la mer.
- Faire bleu : expression Lorraine signifiant "ne pas se rendre à son travail", "faire l'école buissonnière".

## Galerie
On rencontre des pierres, des oiseaux, des fleurs et des papillons bleus, mais les matières bleues sont moins fréquentes dans la nature que les vertes, les rouges et les jaunes.

### Minéraux

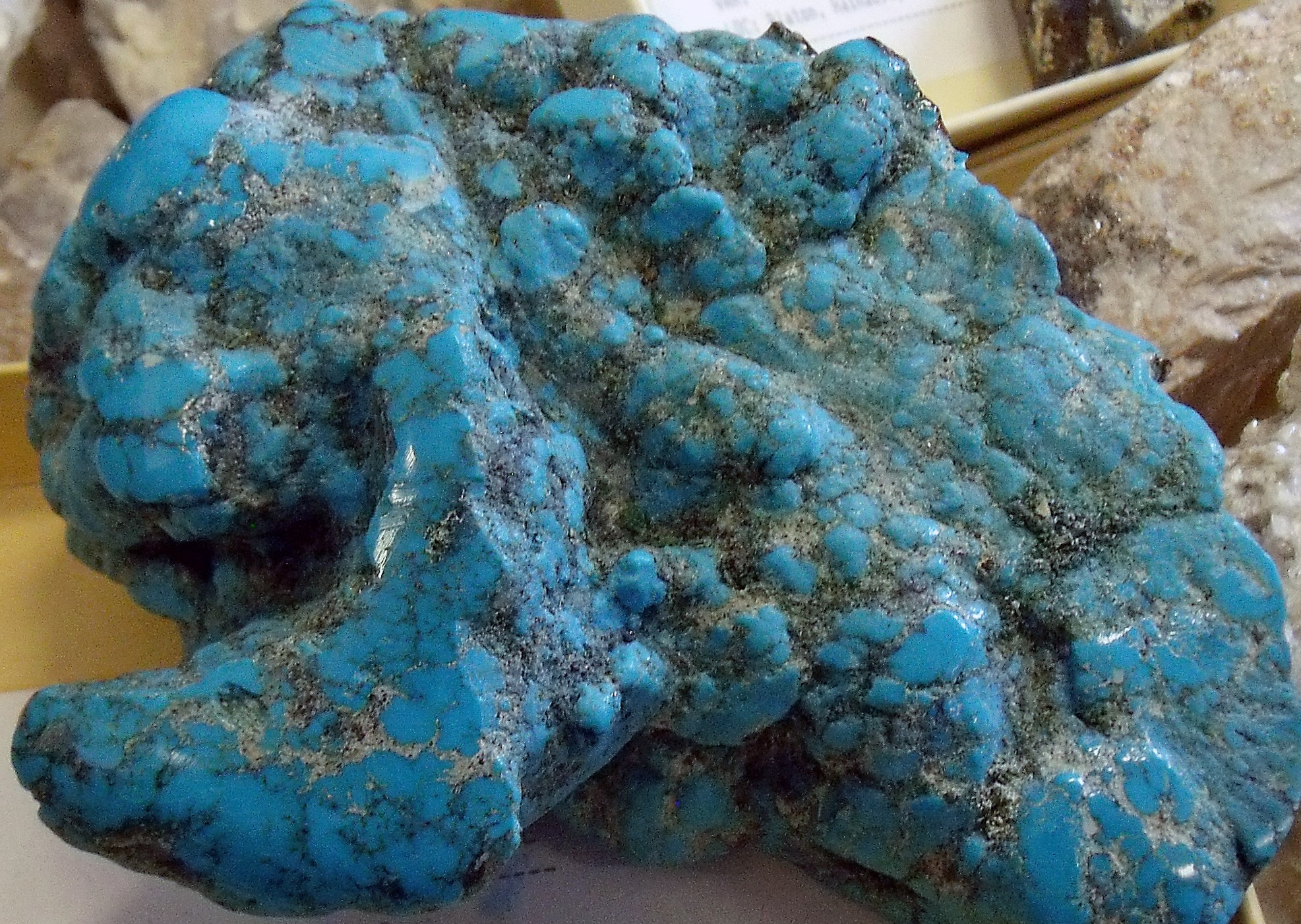
Turquoise (pierre).
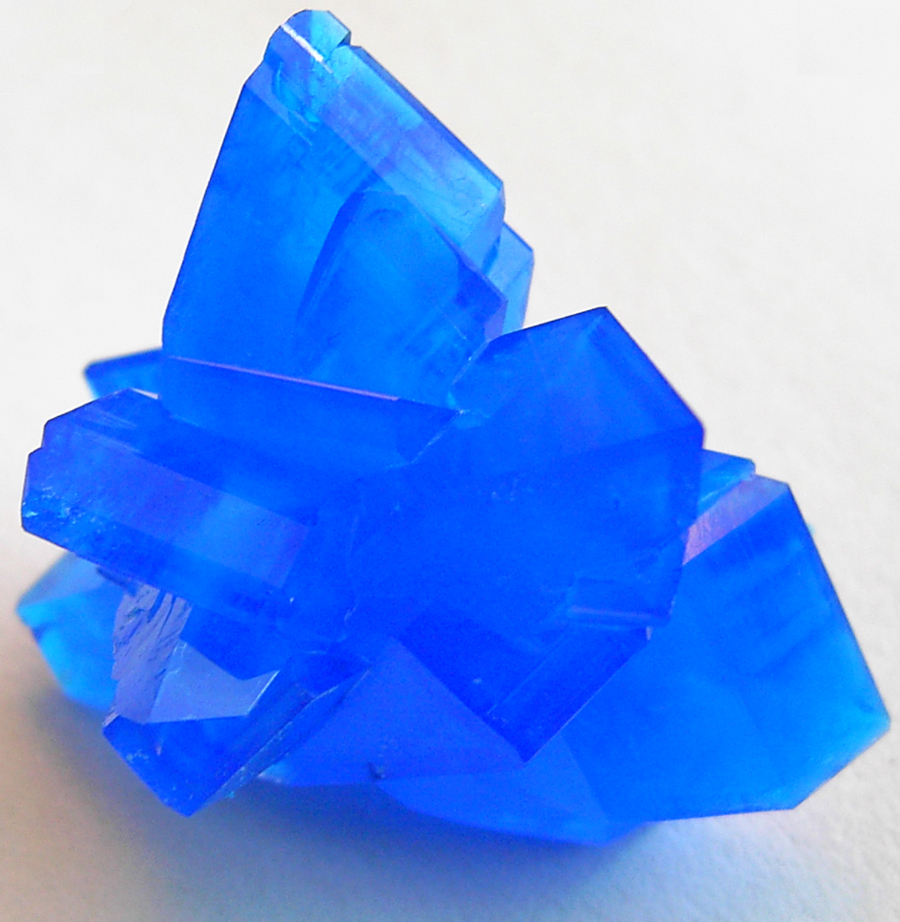
Chalcantite (cristaux de sulfate de cuivre hydraté).
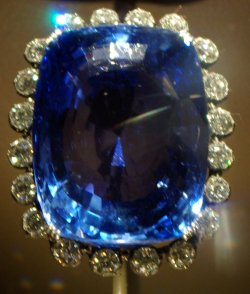
Saphir bleu.
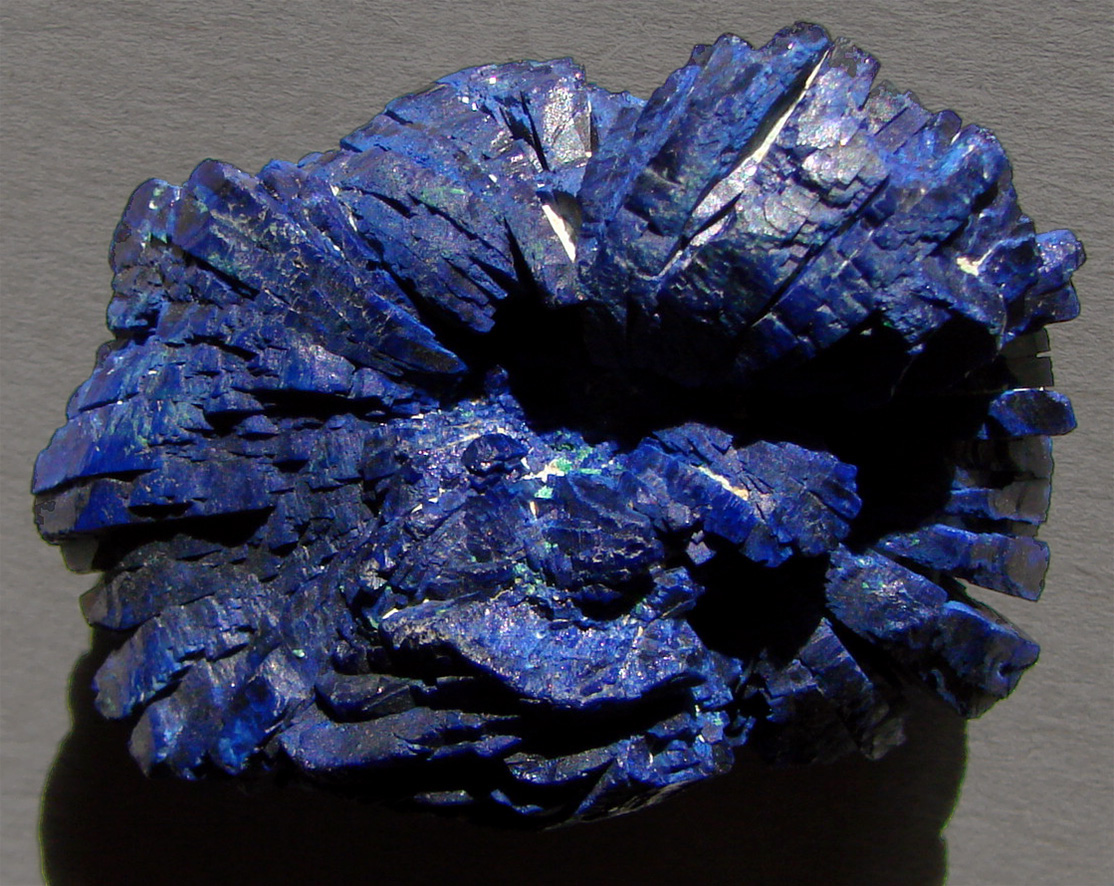
Azurite.
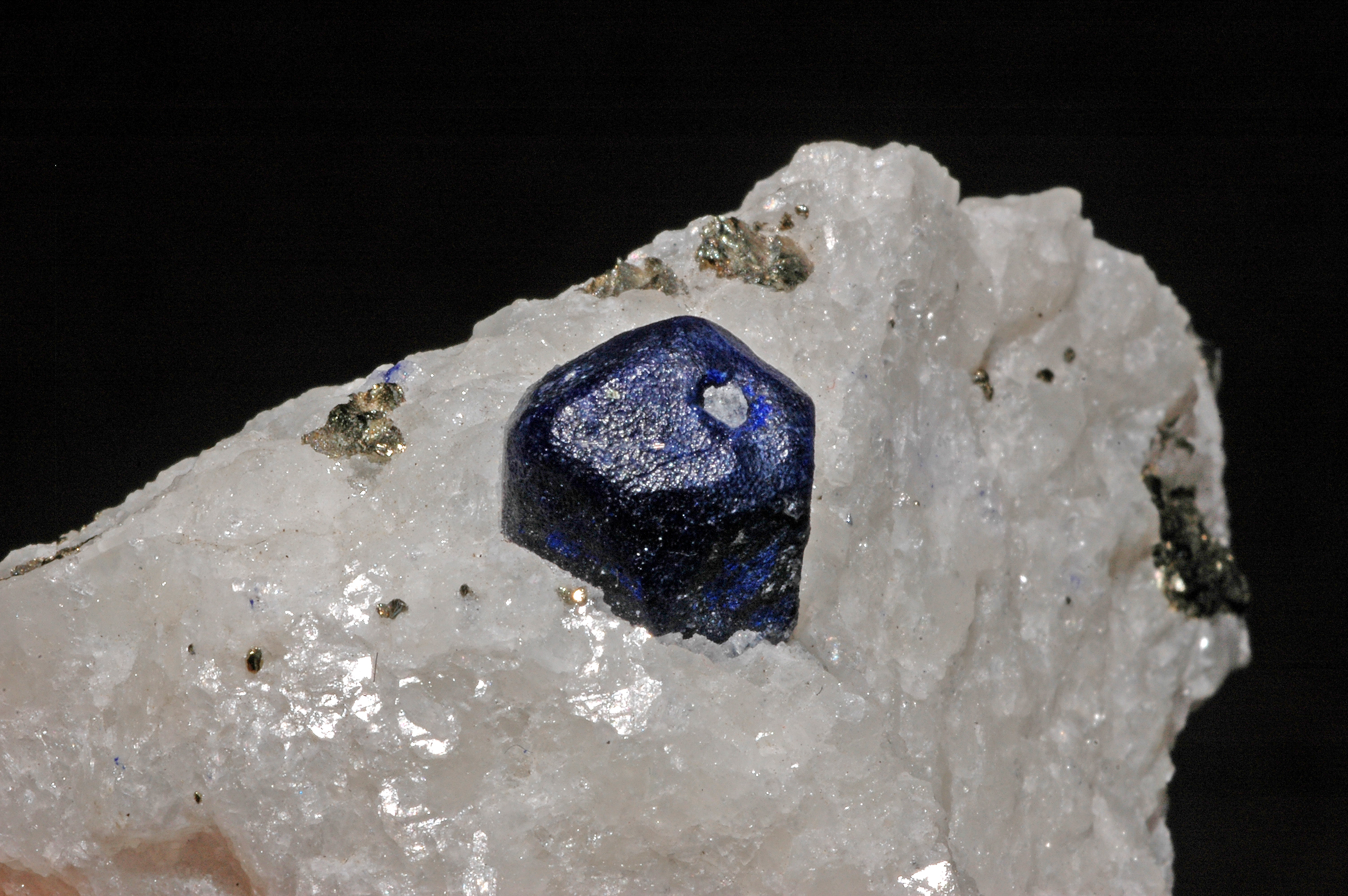
Lapis-lazuli.

### Champignons et végétaux

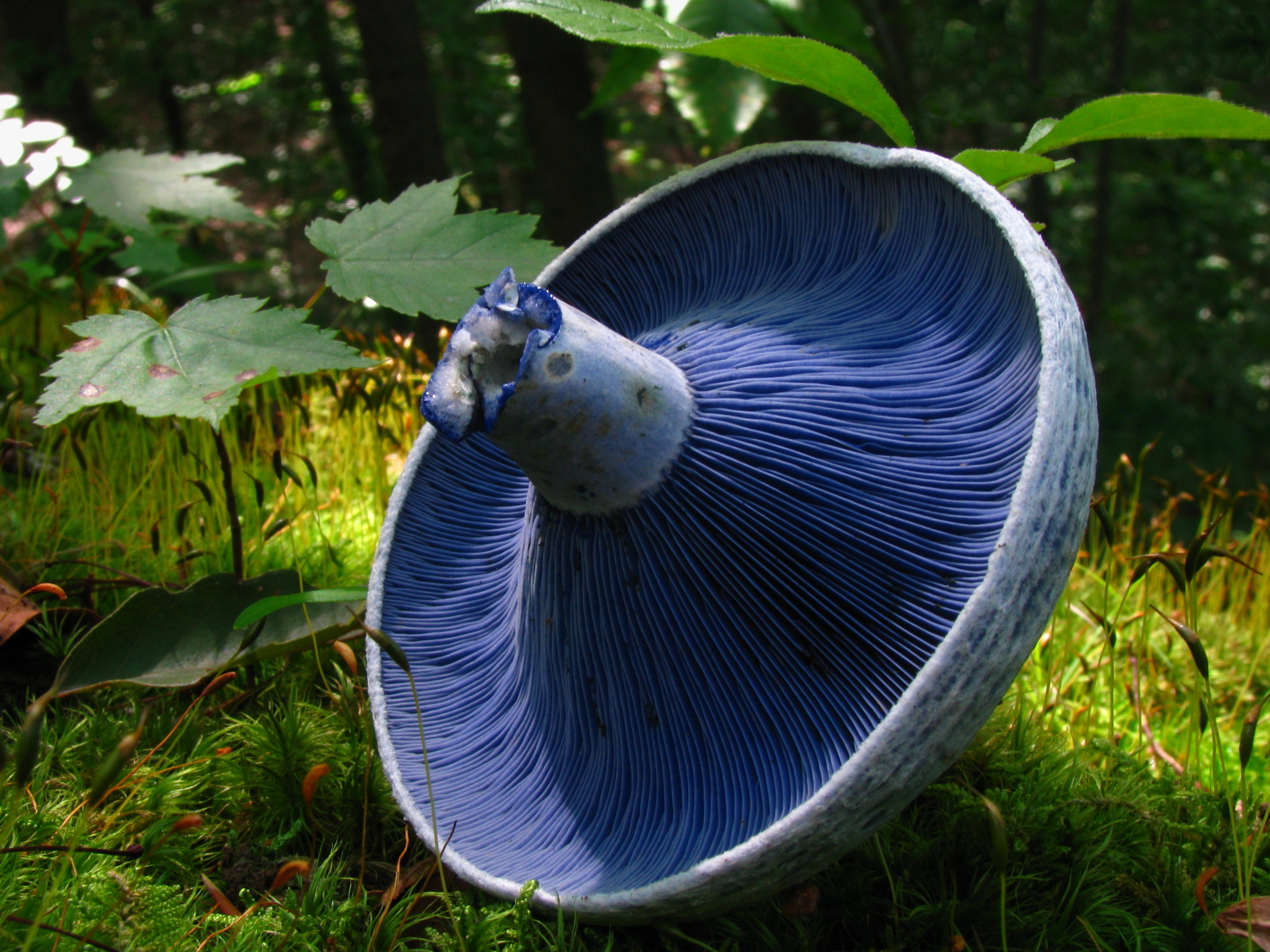
Lactarius indigo
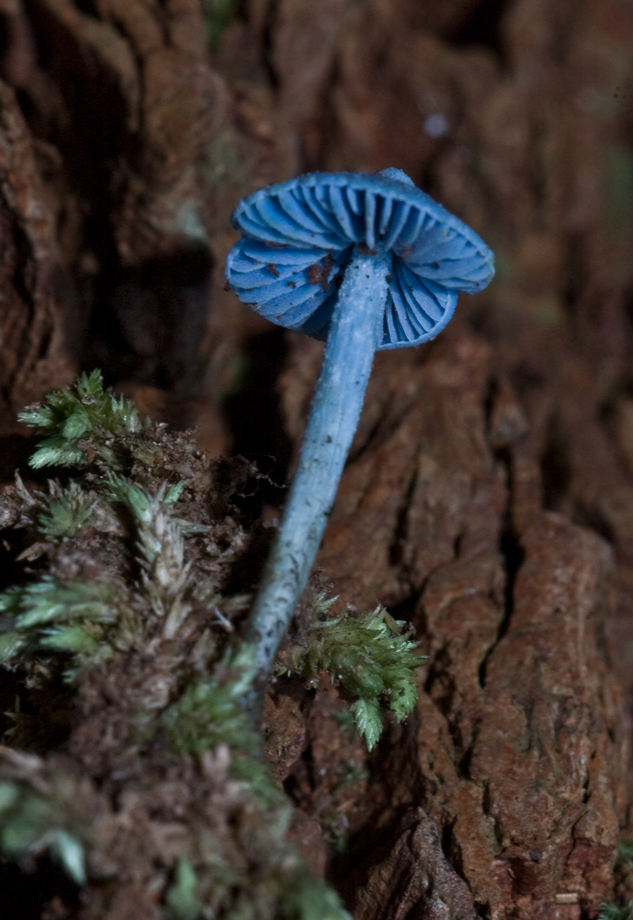
Entoloma hochstetteri
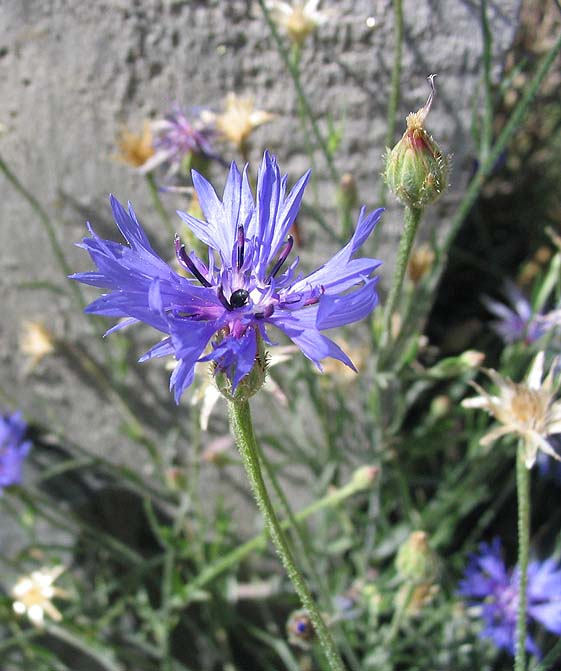
Bleuet
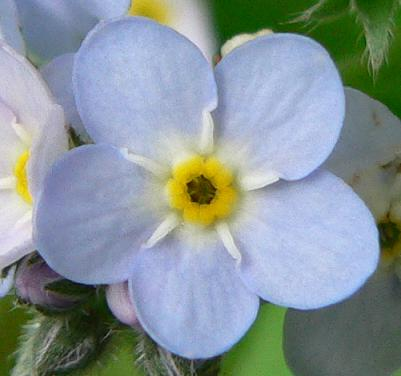
Myosotis
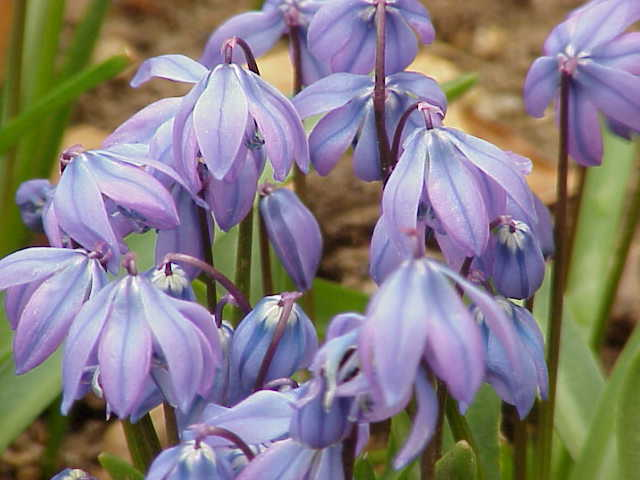
Scilla
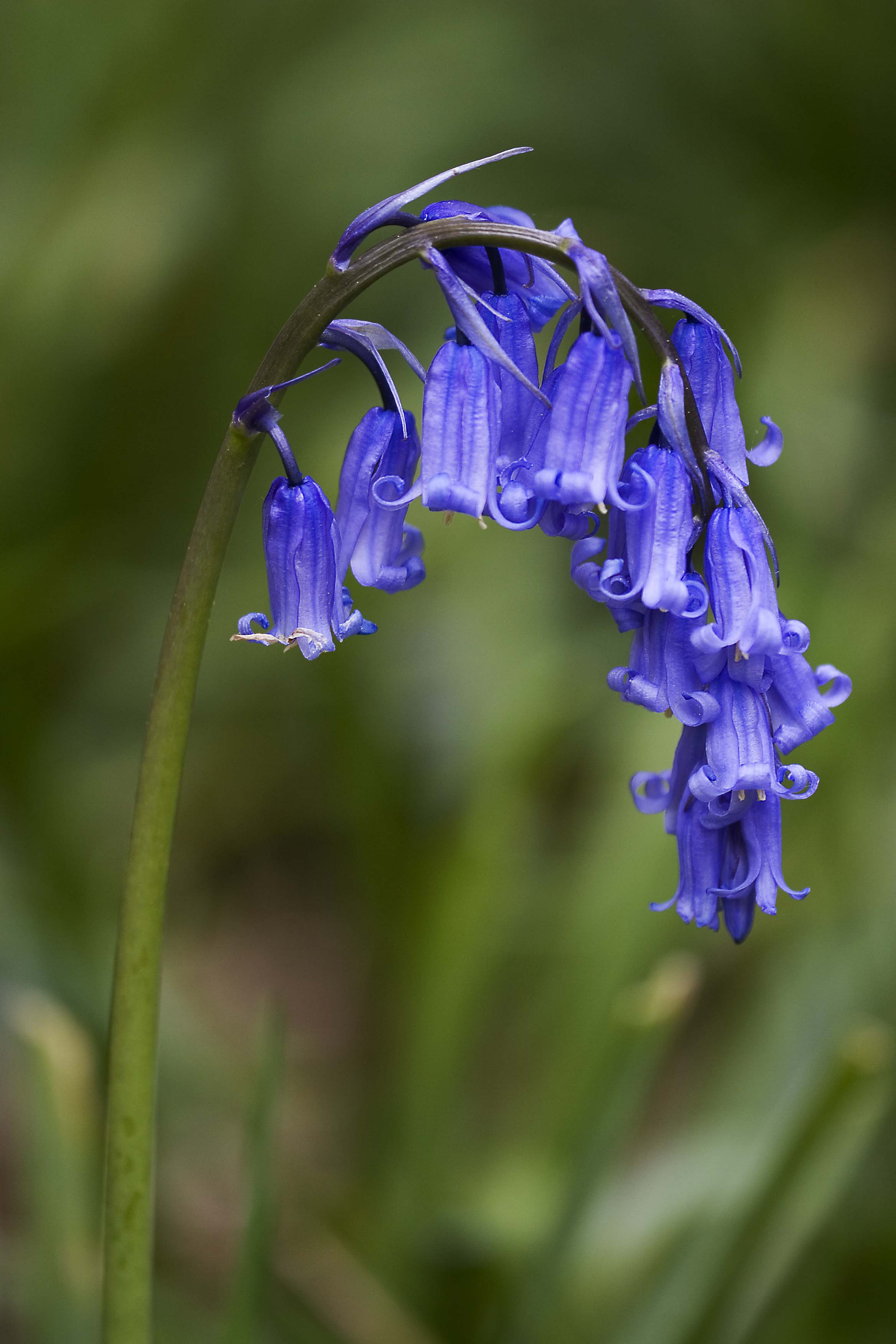
Jacinthe des bois
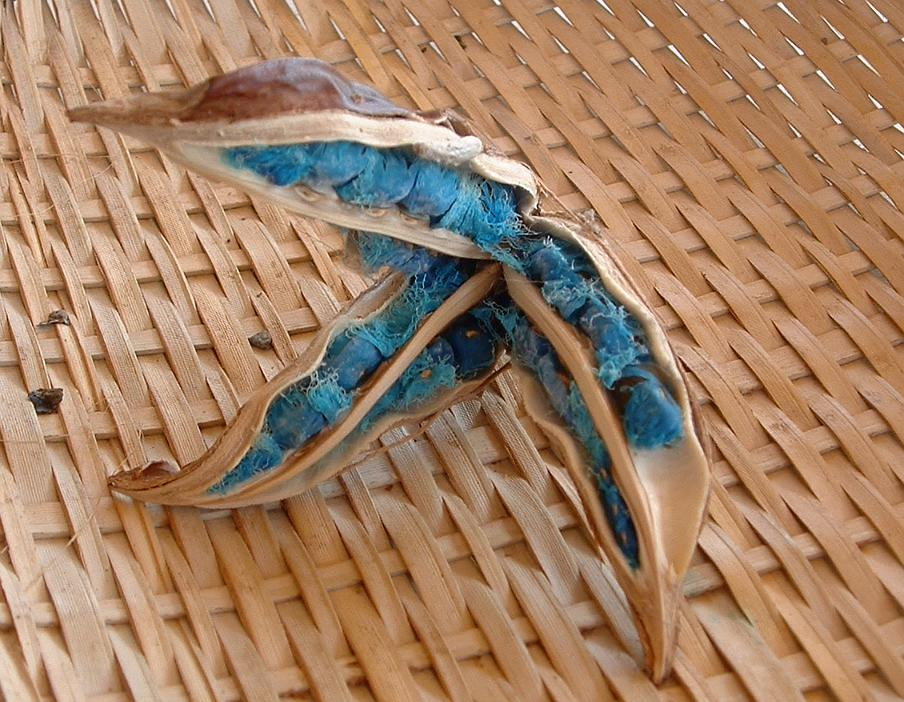
Graines bleues de l'arbre du voyageur de Madagascar
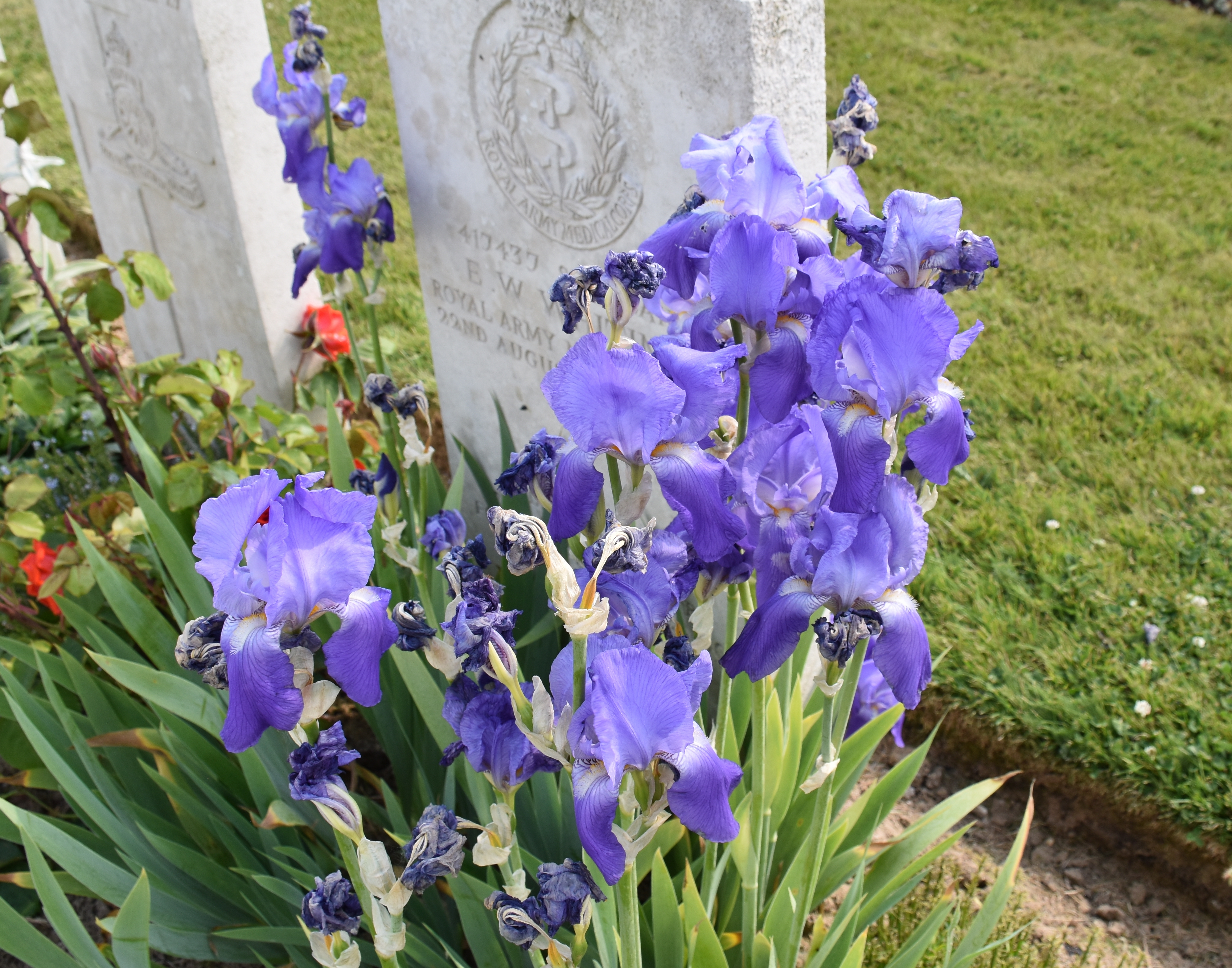
Iris bleus

### Animaux
Le bleu est une couleur relativement rare dans le règne animal, peu de pigments organiques produisant cette couleur. Ainsi, une grande partie des animaux bleus (notamment les oiseaux et papillons) le sont en réalité du fait d'un effet d'optique (diffraction de la lumière), sans qu'un pigment soit présent. C'est également le cas chez les humains des yeux bleus, mais aussi du bleu de la mer ou du ciel.

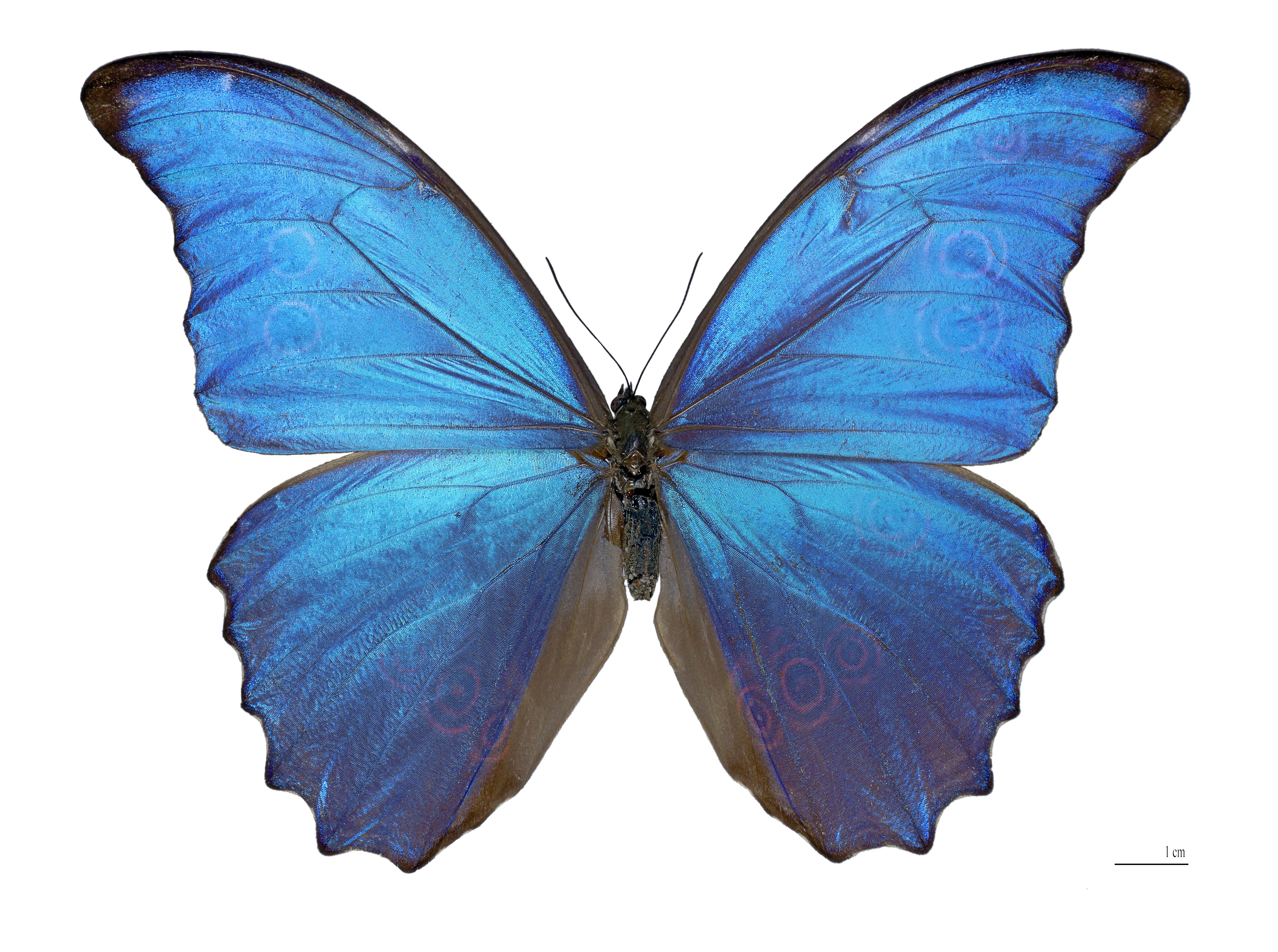
Morpho menelaus didius
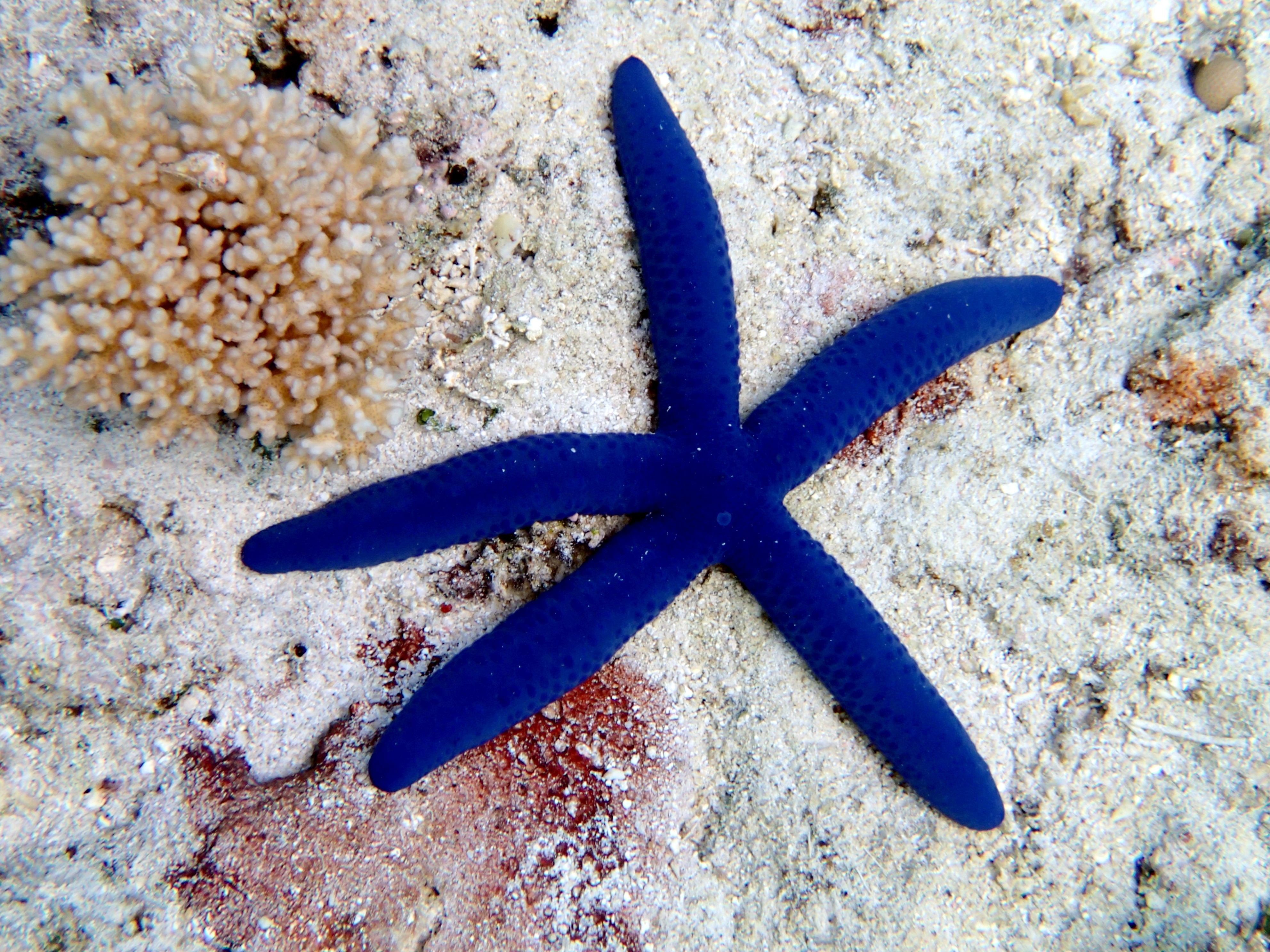
Linckia laevigata (étoile de mer bleue)
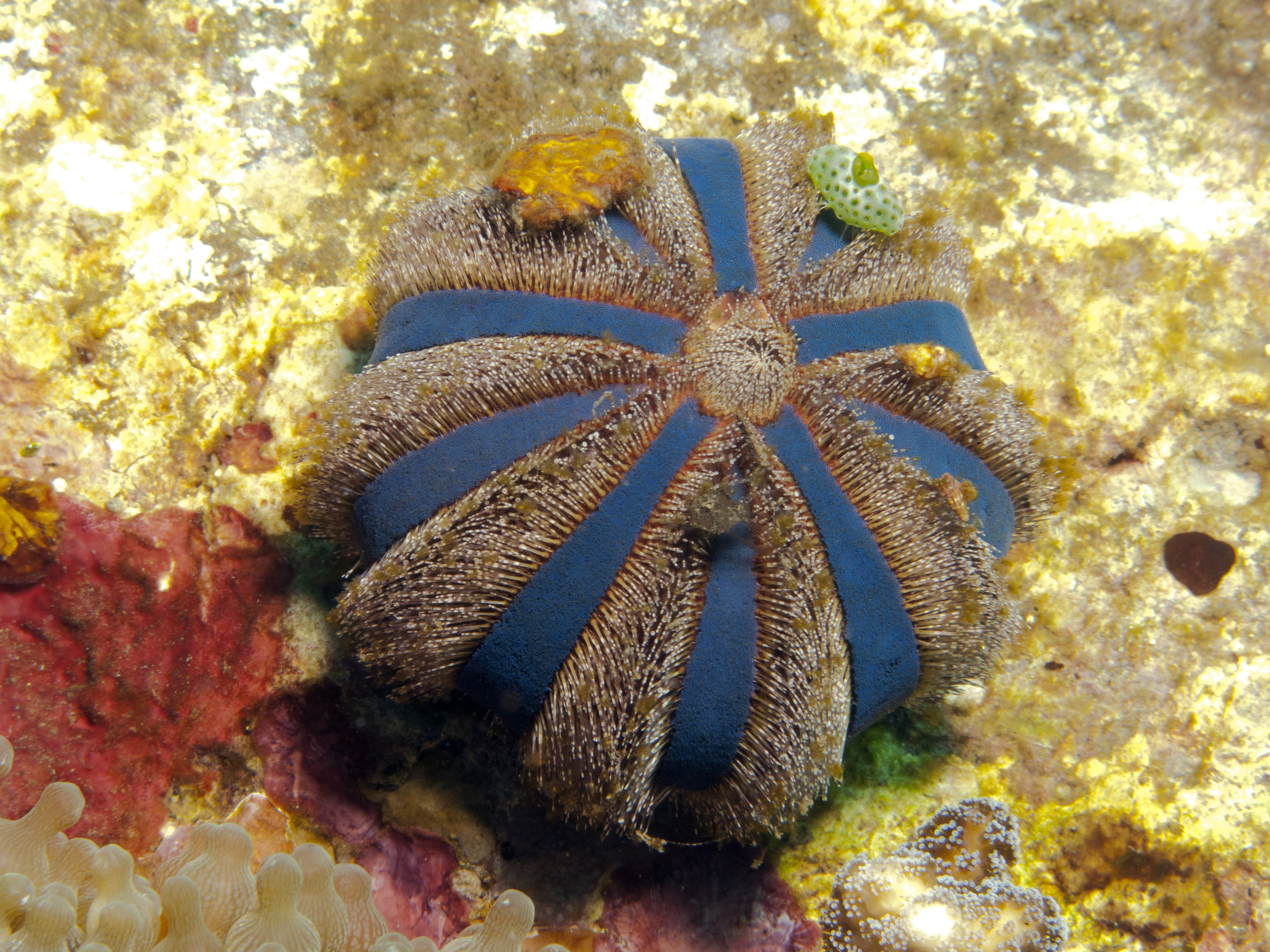
Mespilia globulus (oursin)
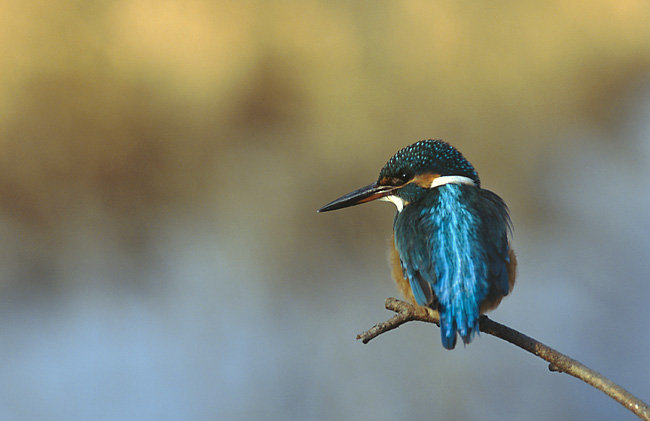
Martin-pêcheur
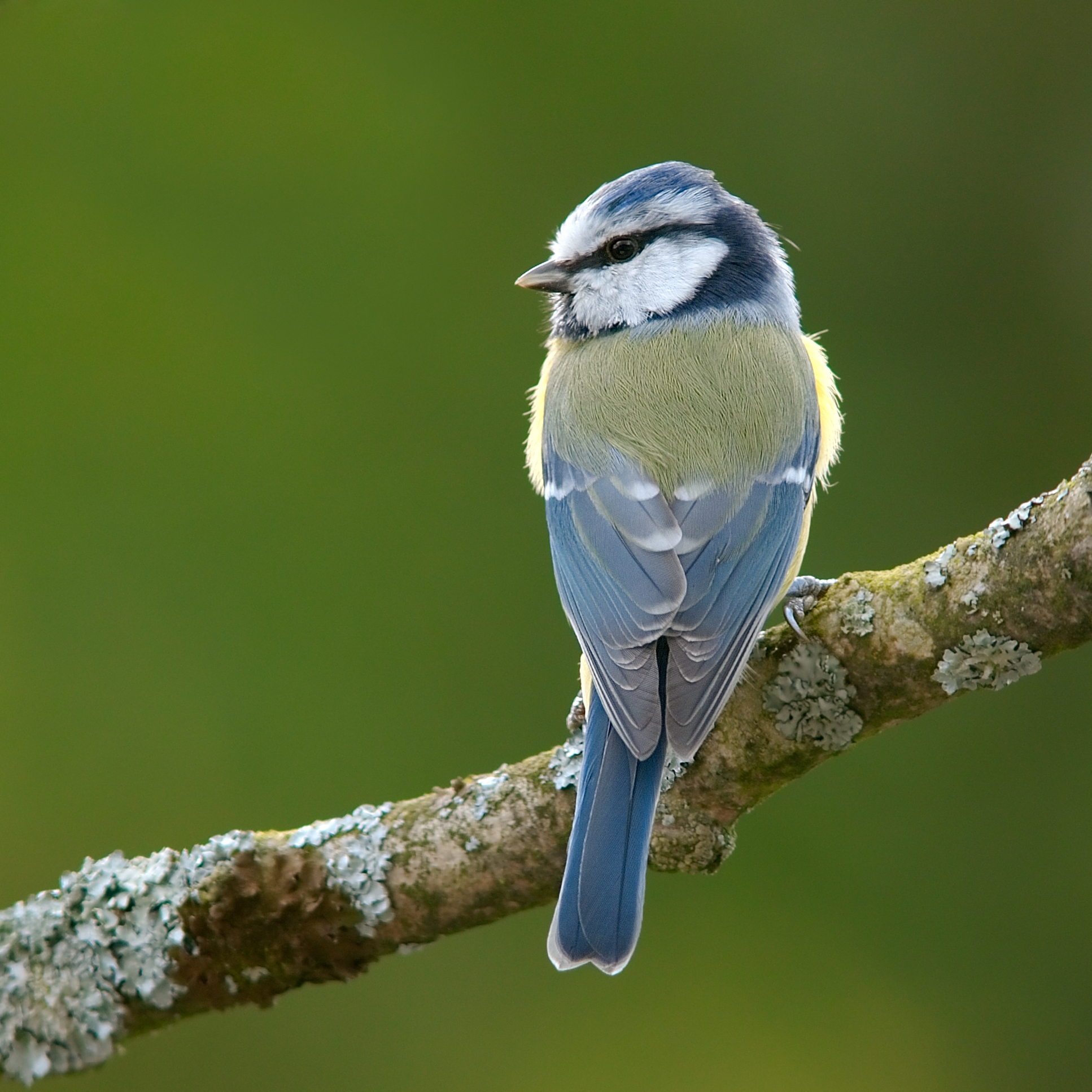
Mésange bleue
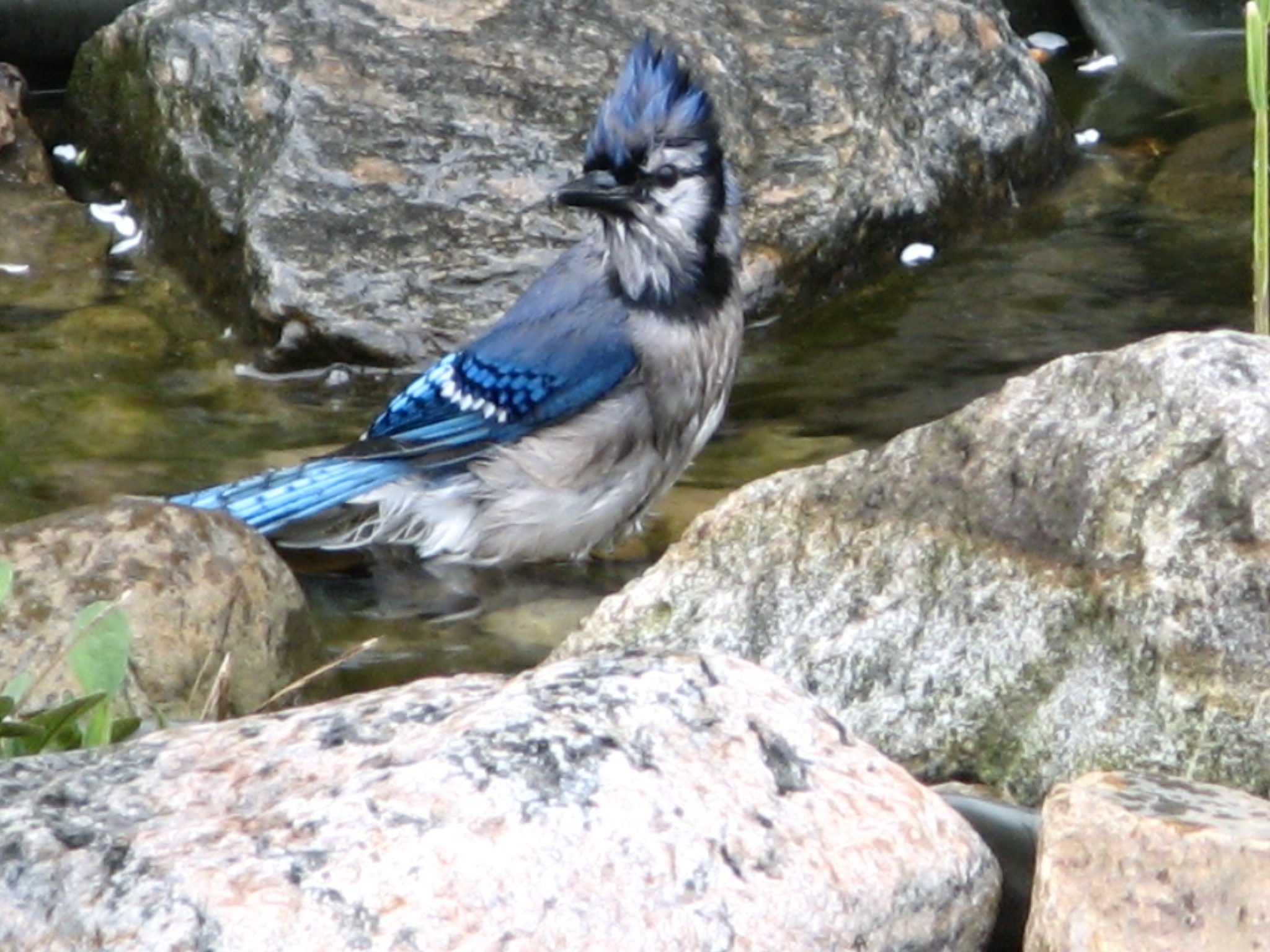
Geai bleu
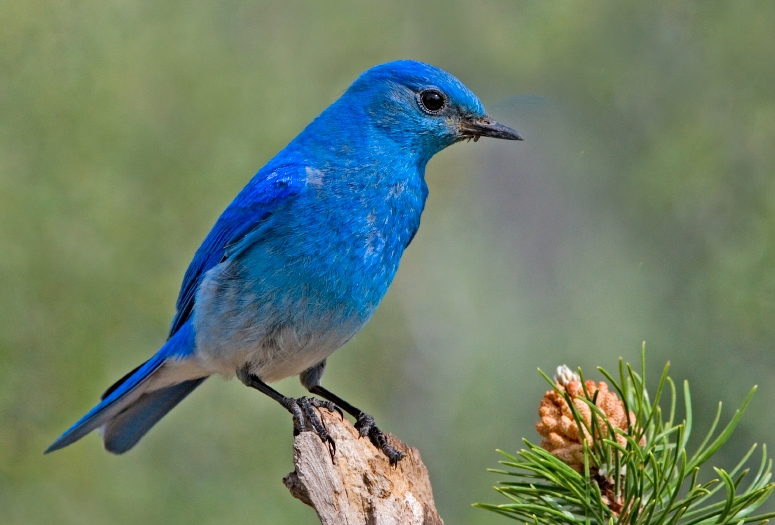
Merlebleu azuré
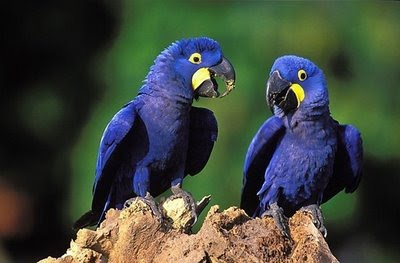
Perroquets Aras bleus
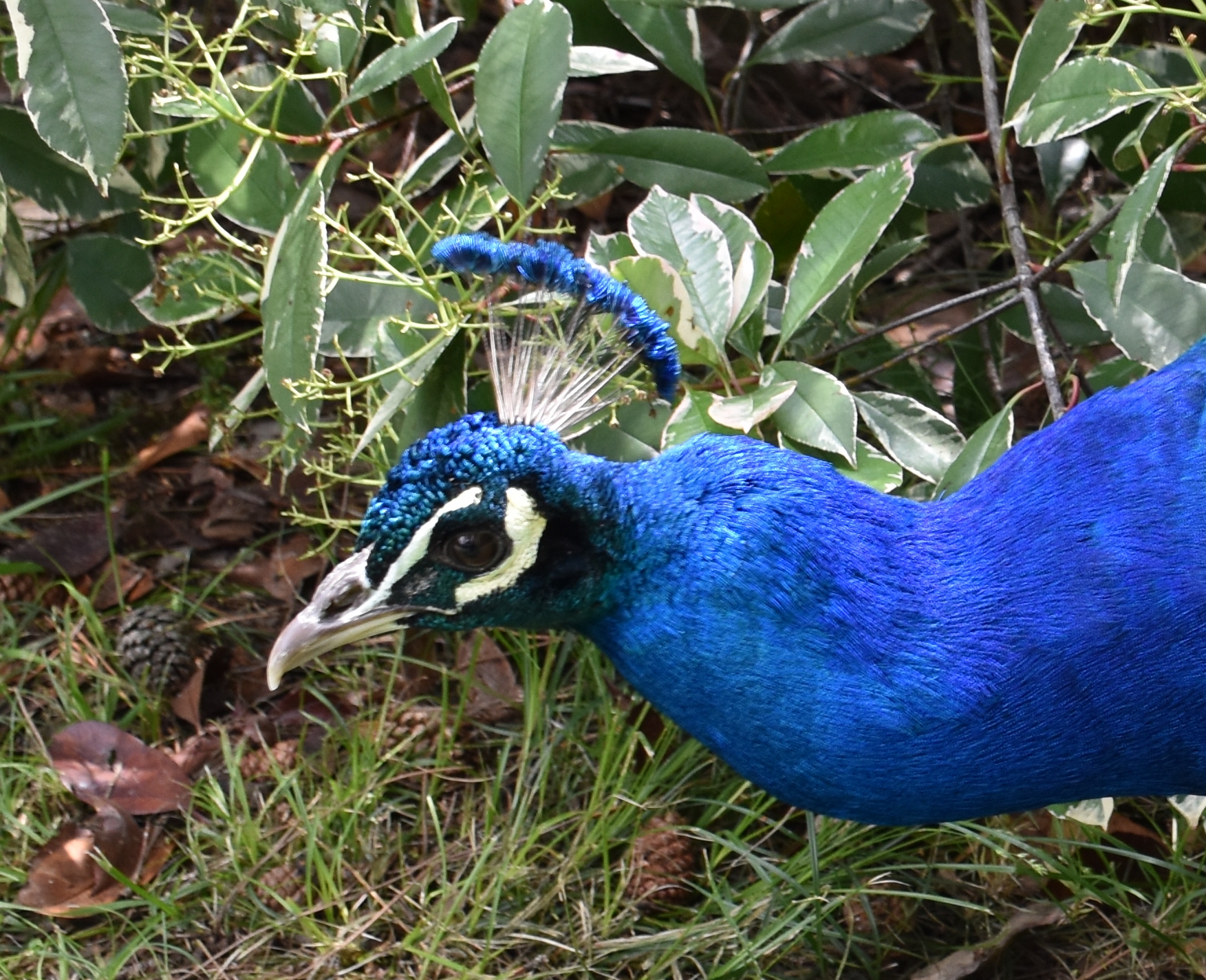
Paon.

### Vidéographie
- Luc Lagier, « Le bleu  au cinéma », sur Blow-Up, Arte, 14 décembre 2022.